# Liste der Baudenkmäler in Soest (Altstadt)
Die Liste der Baudenkmäler in Soest (Altstadt) enthält die denkmalgeschützten Bauwerke auf dem Gebiet der Stadt Soest im Kreis Soest in Nordrhein-Westfalen (Stand: 1. November 2019). Diese Baudenkmäler sind in der Denkmalliste der Stadt Soest eingetragen; Grundlage für die Aufnahme ist das Denkmalschutzgesetz Nordrhein-Westfalen (DSchG NRW).

## Liste
| Bild                                                                                 | Bezeichnung                                                                          | Lage                                                           | Beschreibung | Bauzeit                                                                               | Eingetragen seit         | Denkmal- nummer |
| ------------------------------------------------------------------------------------ | ------------------------------------------------------------------------------------ | -------------------------------------------------------------- | --- | ------------------------------------------------------------------------------------- | ------------------------ | --------------- |
| Gemeindehaus Maria zur Höhe                                                          | Gemeindehaus Maria zur Höhe                                                          | Osthofe Am Hohnekirchhof 1 Karte                               | | 1824                                                                                  | 25.09.1985               | 69              |
| weitere Bilder                                                                       | St. Maria zur Höhe                                                                   | Osthofe Am Hohnekirchhof 2 Karte                               | |                                                                                       | 04.08.1986               | 363             |
| Wohnhaus                                                                             | Wohnhaus                                                                             | Osthofe Am Hohnekirchhof 3 Karte                               | |                                                                                       | 25.09.1985               | 70              |
| Wohnhaus                                                                             | Wohnhaus                                                                             | Osthofe Am Hohnekirchhof 5a Karte                              | Das Wohnhaus Am Hohnekirchhof 5a bildet zusammen mit den Wohnhäusern Am Hohnekirchof 5b und 5c eine geschlossene, traufenständige Gadenreihe in Fachwerkkonstruktion, die ehemals den Kirchhof von St. Maria zur Höhe nach Norden abschloss. Heute durch eine zweite vorgebaute Reihe von Kleinhäusern des späten 19. bzw. frühen 20. Jahrhunderts verdeckt und nur über eine schmale Gasse vom Kirchhof zu erreichen. Die Gaden sind größtenteils verputzt oder verkleidet und zudem durch verschiedene Anbauten des 19. und 20. Jahrhunderts in ihrem ursprünglichen Erscheinungsbild verändert. Nur bei dem mittleren Gaden Nr. 5b liegt die alte Fachwerkkonstruktion an der südlichen Traufseite frei und zeigt ein Wandgefüge mit vier Ständern, die durch zwei dünne Riegelketten verbunden sind. Die Ständerköpfe sind an den Gebäudeecken mit dem Rähm durch zurückliegend verzimmerte Kopfbänder ausgesteift. Der rechte Eckständer zeigt zudem noch den oberen Teil einer langen Fußstrebe. Der Dachbalkenüberstand wird von zweifach gekehlten Knaggen gestützt, die ehemals wohl mit Taubandprofilen verziert waren. Aufgrund der Form der Fachwerkabzimmerung stammt die Gadenreihe im Kern aus dem letzten Drittel des 16. Jahrhunderts. | 16./17. Jh.; stammt im Kern aus dem letzten Drittel des 16. Jahrhunderts              | 24.09.1987               | 515             |
| Wohnhaus                                                                             | Wohnhaus                                                                             | Osthofe Am Hohnekirchhof 5b Karte                              | | 16./17. Jh.; stammt im Kern aus dem letzten Drittel des 16. Jahrhunderts              | 24.09.1987               | 516             |
| Wohnhaus                                                                             | Wohnhaus                                                                             | Osthofe Am Hohnekirchhof 5c Karte                              | | 16./17. Jh.; stammt im Kern aus dem letzten Drittel des 16. Jahrhunderts              | 24.09.1987               | 517             |
| Wohnhaus                                                                             | Wohnhaus                                                                             | Osthofe Am Hohnekirchhof 7 Karte                               | |                                                                                       | 25.09.1985               | 71              |
| Wohnhaus                                                                             | Wohnhaus                                                                             | Osthofe Am Hohnekirchhof 8 Karte                               | |                                                                                       | 25.09.1985               | 72              |
| Geschäftshaus                                                                        | Geschäftshaus                                                                        | Thomähofe Am Kützelbach 2 ?                                    | |                                                                                       | 31.01.1986               | 138             |
| Wohnhaus                                                                             | Wohnhaus                                                                             | Thomähofe Am Kützelbach 3 Karte                                | | 1892                                                                                  | 18.07.1985               | 51              |
| Wohnhaus                                                                             | Wohnhaus                                                                             | Nordhofe Am Loerbach 1 Karte                                   | | frühes 19. Jh.                                                                        | 18.07.1985               | 19              |
| Wohnhaus                                                                             | Wohnhaus                                                                             | Nordhofe Am Loerbach 2 Karte                                   | | frühes 19. Jh.                                                                        | 18.07.1985               | 20              |
| weitere Bilder                                                                       | Wohnhaus – ehemaliges Lohgerberhaus                                                  | Nordhofe Am Loerbach 3 Karte                                   | |                                                                                       | 18.07.1985               | 21              |
| Wohnhaus – ehemaliges Lohgerberhaus                                                  | Wohnhaus – ehemaliges Lohgerberhaus                                                  | Nordhofe Am Loerbach 4 Karte                                   | Großer, giebelständiger Fachwerkbau mit hohem Erdgeschoss und niedrigem Speicherstock. Wandgefüge mit geraden Fußstreben in axialsymmetrischer Verteilung. Speicherstock und Giebeldreieck sowie zwei weitere Dachgeschosse über Stichbalken mit Füllhölzern leicht vorkragend. Verbretterung des Giebeldreiecks nicht bauzeitlich. Vorder- und Rückgiebel im Prinzip gleich gestaltet, jedoch zur Straße die Füllhölzer mit Zahnschnittfries verziert, am Rückgiebel dagegen nur schlicht gerundet. Auf der Schwelle des Speicherstocks zur Straße eine Inschrift und darin die Datierung „31. Martij 1660“. Erdgeschoss und Speicherstock waren jeweils zweischiffig geteilt. Die genauere räumliche Aufteilung konnte nicht untersucht werden. | errichtet 1660                                                                        | 18.07.1985               | 22              |
| Wohnhaus                                                                             | Wohnhaus                                                                             | Nordhofe Am Loerbach 5 Karte                                   | Dreigeschossiges, traufenständiges Fachwerkhaus über Bruchsteinsockel. Erbaut in der 2. Hälfte des 17. Jahrhunderts. Der Speicherstock über Balkenköpfe zur Straße leicht vorkragend. Die Gebäudeecken mit langen, zumeist geraden Fußstreben. Der Baukörper schlicht und ohne besondere Schmuckformen. | erbaut in der 2. Hälfte des 17. Jahrhunderts                                          | 18.07.1985               | 23              |
| BW                                                                                   | Wohnhaus                                                                             | Nordhofe Am Loerbach 6 Karte                                   | |                                                                                       | 18.07.1985               | 24              |
| Wohnhaus                                                                             | Wohnhaus                                                                             | Nordhofe Am Loerbach 7 Karte                                   | Zweigeschossiges, giebelständiges Fachwerkhaus mit Fußstrebengefüge aus der 2. Hälfte des 17. Jahrhunderts. Das Fachwerk des Erdgeschosses am Giebel im 19. Jahrhundert erneuert. Dabei wurde auch die frühere Vorkragung des Speicherstocks über Stichbalken entfernt. Die Vorkragungen des Giebeldreiecks und eines weiteren Dachgeschosses sind dagegen erhalten. Dort mit schlichten, abgerundeten Füllhölzern. | erbaut in der 2. Hälfte des 17. Jahrhunderts                                          | 18.07.1985               | 25              |
| Wohnhaus                                                                             | Wohnhaus                                                                             | Nordhofe Am Loerbach 9 Karte                                   | |                                                                                       | 18.07.1985               | 26              |
| Geschäftshaus – Der Seel                                                             | Geschäftshaus – Der Seel                                                             | Osthofe Am Seel 2 Karte                                        | | 1696                                                                                  | 09.04.1987               | 440             |
| Geschäftshaus                                                                        | Geschäftshaus                                                                        | Osthofe Am Seel 3 Karte                                        | |                                                                                       | 09.04.1987               | 441             |
| Wohn- und Geschäftshaus                                                              | Wohn- und Geschäftshaus                                                              | Osthofe Am Seel 4 Karte                                        | |                                                                                       | 09.04.1987               | 443             |
| Geschäftshaus                                                                        | Geschäftshaus                                                                        | Osthofe Am Seel 5 Karte                                        | Kleines, zweigeschossiges Fachwerkhaus von sechs Gebinden mit Giebel zum Vreithof. Mit der östlichen Traufseite zur Georgsgasse stehend. Wandständerbau mit eingezapften Geschossbalken. Laut Inschrift auf der unteren Giebelschwelle 1661 erbaut. Das Giebeldreieck kragt zweifach über abgerundeten, profilierten Stichbalkenköpfen vor. Die ebenfalls gerundeten Füllhölzer tragen eine untere Absatzkante mit Zahnschnittfries. Die Schwellenunterkanten sind abgefast. Das Fachwerk des Unterbaus an der Giebelseite im 19. Jahrhundert erneuert, an der westlichen Traufseite aber größtenteils im ursprünglichen Zustand erhalten. Dort sind die drei Riegelketten zweifach vernagelt; die Gebäudeecken haben lange Fußstreben. 1980 wurde das Gebäude renoviert und dabei das Fachwerk des Rückgiebels stark erneuert und ergänzt. Der innere Grundriss wurde vollkommen verändert und die alten Geschosshöhen aufgegeben. | erbaut 1661                                                                           | 09.04.1987               | 444             |
| Stallgebäude                                                                         | Stallgebäude                                                                         | Osthofe Am Seel 5a Karte                                       | |                                                                                       | 09.04.1987               | 445             |
| Wohn- und Geschäftshaus                                                              | Wohn- und Geschäftshaus                                                              | Osthofe Am Seel 8 Karte                                        | |                                                                                       | 09.04.1987               | 448             |
| Wohn- und Geschäftshaus                                                              | Wohn- und Geschäftshaus                                                              | Osthofe Am Seel 9 Karte                                        | |                                                                                       | 09.04.1987               | 449             |
| Wohn- und Geschäftshaus                                                              | Wohn- und Geschäftshaus                                                              | Osthofe Am Seel 10 / Wippgasse Karte                           | Zu dem Fachwerkgiebelhaus Am Seel 10 von 1728 gehört auch ein nach Norden angrenzender, mit der Traufseite zur Wippgasse stehender Bauteil, der noch geringe spätmittelalterliche Reste enthält. Dieser große, zweigeschossige Fachwerkbauteil über hohem Mauersockel ist durch mehrfache Umbauten bis hinauf in den Dachbereich stark verändert. Einen deutlichen Hinweis auf sein hohes Alter gibt der Rest einer steinernen Giebelwand als Ostabschluss des Hauses. An der Nordseite (zur Wippgasse) kragt diese Steinwand in Traufhöhe des Gebäudes über profilierten Werksteinen seitlich vor. Sehr wahrscheinlich setzte hier ehemals die unterste Staffel eines Staffel- oder Treppengiebels an, wie er in einer Variante noch beim Hinterhaus des Burghofs (Burghofstraße 22) erhalten ist. An diese Steinwand schloss sich nach Westen auch damals schon eine Fachwerkkonstruktion an, worauf deutlich der zu dieser Seite glatte Mauerwerksabschluss des Giebelschildes hinweist. Diese Bauweise (Fachwerkhaus mit steinernem Giebelabschluss) stimmt mit der des Hauses Petrikirchhof 5 / Mariengasse 1 von 1521 überein und ist aus dem 17. Jahrhundert auch von der alten Soester Fleischscharre an der Marktstraße (heutiger Standort der Volksbank) archivarisch belegt. Eine Datierung der Steinwand in die Zeit um 1520 ist wahrscheinlich. Die Funktion der Steinwand könnte einerseits die einer Brandwand gewesen sein, sofern ein weiteres Nachbargebäude – wie es heute der Fall ist – unmittelbar nach Osten anschloss. Andererseits könnte man in dieser Bauweise auch eine besonders repräsentative Gestaltung für ein ehemals nach Osten freistehendes Gebäude sehen. Dann hätte allerdings im 16. Jahrhundert, im Bereich der heutigen Zusammenführung der Straßen Wiesenstraße, Am Seel und Wippgasse, ein noch unbebauter Platz bestanden haben müssen. Die steinerne Wand im Haus Am Seel 10 kann momentan zu diesen Fragestellungen keine Antwort liefern, da moderne Verkleidungen genauere Untersuchungen verhindern. | 1728                                                                                  | 09.04.1987               | 450             |
| Wohnhaus                                                                             | Wohnhaus                                                                             | Osthofe Am Vreithof 1 Karte                                    | Fachwerkgebäude |                                                                                       | 09.04.1987               | 451             |
| Wohn-Geschäftshaus                                                                   | Wohn-Geschäftshaus                                                                   | Osthofe Am Vreithof 2 Karte                                    | | Mitte 18. Jh.                                                                         | 01.04.1987 (09.04.1987?) | 452             |
| Wohnhaus                                                                             | Wohnhaus                                                                             | Osthofe Am Vreithof 3 Karte                                    | |                                                                                       | 09.04.1987               | 453             |
| Wohnhaus                                                                             | Wohnhaus                                                                             | Osthofe Am Vreithof 4 Karte                                    | |                                                                                       | 09.04.1987               | 454             |
| Wohnhaus                                                                             | Wohnhaus                                                                             | Osthofe Am Vreithof 7 Karte                                    | Ehemaliges Kuriengebäude der Stiftsherren von St. Patrokli. | ~1800                                                                                 | 09.04.1987               | 455             |
| Wohnhaus                                                                             | Wohnhaus                                                                             | Nordhofe Am Wiesenkirchhof 2 Karte                             | |                                                                                       | 25.09.1985               | 73              |
| Wohnhaus                                                                             | Wohnhaus                                                                             | Nordhofe Am Wiesenkirchhof 3 Karte                             | |                                                                                       | 25.09.1985               | 74              |
| Wohnhaus                                                                             | Wohnhaus                                                                             | Nordhofe Am Wiesenkirchhof 4 Karte                             | |                                                                                       | 25.09.1985               | 76              |
| Wohnhaus                                                                             | Wohnhaus                                                                             | Nordhofe Am Wiesenkirchhof 5/6 (Haus mit zwei Wohnungen) Karte | Ein kleines, traufenständiges Fachwerkhaus mit zwei Geschossen in stöckiger Abzimmerung. Oberstock allseits vorkragend. Mit der stöckigen Abzimmerung hebt es sich aus der übrigen niedrigen, gadenartigen Bebauung an der Nordseite des Wiesenkirchhofs hervor. Beide Stockwerke sind etwa gleich hoch. Die Vorkragungen haben schlichte, abgerundete Balkenköpfe mit dazwischengeschobenen, ebenfalls glatt gerundeten Füllhölzern. Die geraden Fußstreben an den Gebäudeecken und die gleichmäßige Ständerverteilung bewirken eine klar gegliederte Fassadengestaltung. Die seitlichen Giebelspitzen sind verbrettert. Aufgrund der konsequent stöckigen Abzimmerung des Hausgerüstes, der Gestaltung der Vorkragungszone und der Wandgefügekonstruktion dürfte das Gebäude in der 2. Hälfte des 17. Jahrhunderts entstanden sein. Es wurde nachweislich schon im 18. Jahrhundert als Doppelwohnhaus genutzt. | errichtet in der 2. Hälfte des 17. Jahrhunderts                                       | 25.09.1985               | 77              |
| Wohnhaus                                                                             | Wohnhaus                                                                             | Nordhofe Am Wiesenkirchhof 7 Karte                             | |                                                                                       | 25.09.1985               | 78              |
| A 42                                                                                 | A 42                                                                                 | Nordhofe Am Wiesenkirchhof 8 Karte                             | |                                                                                       | 25.09.1985               | 79              |
| Wohnhaus                                                                             | Wohnhaus                                                                             | Nordhofe Am Wiesenkirchhof 9 Karte                             | |                                                                                       | 25.09.1985               | 80              |
| Wohnhaus                                                                             | Wohnhaus                                                                             | Nordhofe Am Wiesenkirchhof 10 Karte                            | |                                                                                       | 25.09.1985               | 81              |
| Wohnhaus                                                                             | Wohnhaus                                                                             | Nordhofe Am Wiesenkirchhof 11 Karte                            | Villa | 1906                                                                                  | 25.09.1985               | 82              |
| BW                                                                                   | Bauliche Anlage                                                                      | Nordhofe An den Dominikanern Karte                             | |                                                                                       | 16.06.1986               | 296             |
| ehemaliges Dominikanerkloster „Zum heiligen Kreuz“, auch genannt „Schwarzes Kloster“ | ehemaliges Dominikanerkloster „Zum heiligen Kreuz“, auch genannt „Schwarzes Kloster“ | Nordhofe An den Dominikanern 3 Karte                           | |                                                                                       | 09.04.1987               | 456             |
| Wohnhaus                                                                             | Wohnhaus                                                                             | Nordhofe Armesündergasse 1 Karte                               | | um 1830                                                                               | 31.01.1986               | 139             |
| Wohnhaus                                                                             | Wohnhaus                                                                             | Paulihofe Auf der Borg 8 Karte                                 | |                                                                                       | 31.01.1986               | 140             |
| Wohnhaus                                                                             | Wohnhaus                                                                             | Paulihofe Auf der Borg 9 Karte                                 | |                                                                                       | 31.01.1986               | 141             |
| Wohnhaus                                                                             | Wohnhaus                                                                             | Paulihofe Auf der Borg 13 Karte                                | |                                                                                       | 18.07.1985               | 53              |
| Wohnhaus                                                                             | Wohnhaus                                                                             | Paulihofe Auf der Borg 14 Karte                                | |                                                                                       | 18.07.1985               | 56              |
| Wohnhaus                                                                             | Wohnhaus                                                                             | Paulihofe Auf der Borg 15 Karte                                | |                                                                                       | 31.12.1986               | 142             |
| Wohnhaus                                                                             | Wohnhaus                                                                             | Paulihofe Auf der Borg 15a Karte                               | |                                                                                       | 31.12.1986               | 143             |
| Wohnhaus                                                                             | Wohnhaus                                                                             | Paulihofe Auf der Borg 15b Karte                               | |                                                                                       | 31.01.1986               | 144             |
| Wohnhaus                                                                             | Wohnhaus                                                                             | Paulihofe Auf der Borg 15c Karte                               | |                                                                                       | 31.01.1986               | 145             |
| Wohnhaus                                                                             | Wohnhaus                                                                             | Paulihofe Auf der Borg 15d Karte                               | |                                                                                       | 31.01.1986               | 146             |
| Wohn- und Geschäftshaus – ehemaliges Ackerbürgerhaus                                 | Wohn- und Geschäftshaus – ehemaliges Ackerbürgerhaus                                 | Paulihofe Auf der Borg 16 Karte                                | Ein von der Straße zurückliegendes Fachwerkhaus, giebelständig und mit hoher Toreinfahrt in der Giebelmitte. Inschriftliche Datierung am Torbalken in das Jahr 1732. Weitaus älter ist allerdings die bruchsteingemauerte, nördliche Rückgiebelwand des Hauses. Sie bildet den Rest eines spätmittelalterlichen Hinterhauses, das zu einem ehemals sehr reichen Vorgängerbau des heutigen Fachwerkhauses von 1732 gehört haben muss. Zwei in der Bruchsteinwand erhaltene steinerne Fenstergewände deuten mit ihrer hohen Lage auf die frühere Unterkellerung des Hinterhauses hin. Die nicht sehr großen, hochrechteckigen Fensteröffnungen werden jeweils in der Mitte durch einen kräftigen, senkrechten Mittelpfosten geteilt. Pfosten, Stürze und Seitengewände sind mit sehr breiten Fasen versehen, die etwa 20 cm über der Sohlbank spitz auslaufen. Die Gewände weisen an den Innenseiten Löcher für eine ehemalige Eisenvergitterung auf. Die relativ kleinen Formate der Fenster zur Belichtung des traditionell wichtigsten privaten Wohnraums der Familie belegen, dass dieses Hinterhaus zum Zeitpunkt seiner Errichtung keinen hohen Saal enthielt, sondern noch ganz in der Bautradition der Zeit vor 1520 stand. Die sehr breiten Abfasungen der Fenstergewände und die fehlende Eckverquaderung des aus kleinteiligem Bruchstein bestehenden Mauerwerks, sprechen dagegen wieder für eine Entstehung nach 1400, so dass man von einer Erbauung des Hinterhauses zwischen 1400 und 1520 ausgehen kann. | errichtet 1732 (Erbauung des Hinterhauses zwischen 1400 und 1520)                     | 31.01.1986               | 147             |
| Wohnhaus                                                                             | Wohnhaus                                                                             | Paulihofe Auf der Borg 19 Karte                                | |                                                                                       | 31.01.1986               | 148             |
| Wohnhaus                                                                             | Wohnhaus                                                                             | Paulihofe Auf der Borg 25 Karte                                | |                                                                                       | 31.01.1986               | 149             |
| Wohnhaus                                                                             | Wohnhaus                                                                             | Paulihofe Auf der Borg 27 Karte                                | |                                                                                       | 31.01.1986               | 150             |
| Wohnhaus                                                                             | Wohnhaus                                                                             | Paulihofe Auf der Borg 29 Karte                                | |                                                                                       | 30.01.1986 (31.01.1986?) | 151             |
| Wohnhaus                                                                             | Wohnhaus                                                                             | Paulihofe Auf der Borg 40 Karte                                | | 1834                                                                                  | 16.09.1987               | 518             |
| Wohnhaus                                                                             | Wohnhaus                                                                             | Nordhofe Auf der Schanze 2 Karte                               | |                                                                                       | 05.11.1986               | 372             |
| Wohnhaus                                                                             | Wohnhaus                                                                             | Nordhofe Auf der Schanze 3 Karte                               | |                                                                                       | 16.05.1986               | 225             |
| Wohnhaus                                                                             | Wohnhaus                                                                             | Nordhofe Auf der Schanze 4 Karte                               | |                                                                                       | 25.09.1985               | 83              |
| Wohnhaus                                                                             | Wohnhaus                                                                             | Nordhofe Auf der Schanze 5 Karte                               | |                                                                                       | 16.05.1986               | 226             |
| Wohnhaus                                                                             | Wohnhaus                                                                             | Paulihofe Bachsteingasse 4 Karte                               | |                                                                                       | 18.07.1985               | 50              |
| Wohnhaus                                                                             | Wohnhaus                                                                             | Paulihofe Bachsteingasse 6 Karte                               | |                                                                                       | 16.05.1986               | 227             |
| Wohnhaus                                                                             | Wohnhaus                                                                             | Paulihofe Bachsteingasse 12 Karte                              | |                                                                                       | 16.05.1986               | 228             |
| Wohnhaus                                                                             | Wohnhaus                                                                             | Paulihofe Bachsteingasse 14 Karte                              | |                                                                                       | 16.05.1986               | 229             |
| Wohnhaus                                                                             | Wohnhaus                                                                             | Paulihofe Bachsteingasse 22 Karte                              | |                                                                                       | 16.05.1986               | 230             |
| Wohnhaus                                                                             | Wohnhaus                                                                             | Paulihofe Bleichergasse 2 Karte                                | |                                                                                       | 16.05.1986               | 231             |
| Wohnhäuser                                                                           | Wohnhäuser                                                                           | Paulihofe Bleichergasse 4 Karte                                | |                                                                                       | 16.05.1986               | 232             |
| Wohnhaus                                                                             | Wohnhaus                                                                             | Paulihofe Bleichergasse 6 Karte                                | |                                                                                       | 16.05.1986               | 233             |
| Wohnhaus                                                                             | Wohnhaus                                                                             | Paulihofe Bleichergasse 12 Karte                               | |                                                                                       | 16.05.1986               | 234             |
| Wohnhaus                                                                             | Wohnhaus                                                                             | Paulihofe Bleichergasse 14 Karte                               | |                                                                                       | 16.05.1986               | 235             |
| Wohnhaus                                                                             | Wohnhaus                                                                             | Nordhofe Brüder-Walburger-Wallstraße 4 Karte                   | |                                                                                       | 24.09.1987               | 522             |
| BW                                                                                   | Eingangsportal                                                                       | Nordhofe Brüderstraße 23 Karte                                 | |                                                                                       | 09.04.1987               | 457             |
| Fachwerkbalken der Giebelfassade                                                     | Fachwerkbalken der Giebelfassade                                                     | Nordhofe Brüderstraße 23 Karte                                 | | 1580                                                                                  | 24.09.1987               | 519             |
| Wohn- und Geschäftshaus                                                              | Wohn- und Geschäftshaus                                                              | Nordhofe Brüderstraße 27 Karte                                 | Schmales, dreigeschossiges Fachwerkhaus mit Giebel zur Brüderstraße. Das Wandgefüge mit langen, geraden Fußstreben und zweifach vernagelten Riegelketten. Das erste Obergeschoss, der Speicherstock, und die beiden Giebelgeschosse über profilierten Stichbalkenköpfen mit Füllhölzern vorkragend. Füllhölzer und Unterkanten der Schwellen mit Zierschnitzereien in Form von Eierstäben, gedrehten und einfachen Perlschnüren sowie Zahnschnittleisten geschmückt. Die Balkenköpfe der Vorkragung des 1. Obergeschosses zusätzlich mit seitlichen Voluten beschnitzt. Die Ziergestaltung datiert das Haus in die 2. Hälfte des 17. Jahrhunderts. Charakteristisch für die 2. Hälfte des 17. Jahrhunderts, die ursprünglich gleichen Geschosshöhen von Erd- und 1. Obergeschoss (Erdgeschoss durch spätere Straßenanhebungen abgesunken). Sie belegen eine stärker zur Straße orientierte Wohnnutzung für beide Geschossebenen. Im hinteren Teil des Erdgeschosses befindet sich bis heute an der nordwestlichen Traufseite ein hoher, aus Grünsandstein gemauerter Wandkamin einer früheren Küchenherdstelle. Die Küche war demnach noch dielenhoch, sodass die Zweigeschossigkeit des Unterbaus nur auf den vorderen Hausteil beschränkt war. Der Speicherstock hebt sich in der Fassade gegenüber den beiden Wohngeschossen deutlich durch seine niedrigere Wandhöhe ab. Das Gebäude ist heute im Inneren durch die moderne Geschäftsnutzung stark umgestaltet. Erhalten sind aber Reste der alten Erdgeschossdecke im Bereich der ehemaligen Küchendiele sowie der genannte Wandkamin. | errichtet in der 2. Hälfte des 17. Jahrhunderts                                       | 05.11.1986               | 373             |
| BW                                                                                   | Wohn- und Geschäftshaus                                                              | Nordhofe Brüderstraße 30 Karte                                 | |                                                                                       | 16.09.1987               | 520             |
| BW                                                                                   | Geschäftshaus                                                                        | Nordhofe Brüderstraße 39 Karte                                 | |                                                                                       | 09.04.1987               | 458             |
|                                                                                      |                                                                                      | Nordhofe Brüderstraße 42 Karte                                 | |                                                                                       | 03.05.2017               | 695             |
| Wohn- und Geschäftshaus                                                              | Wohn- und Geschäftshaus                                                              | Nordhofe Brüderstraße 46 Karte                                 | |                                                                                       | 05.11.1986               | 374             |
| Gasthaus „Mönchshof“                                                                 | Gasthaus „Mönchshof“                                                                 | Nordhofe Brüderstraße 47 Karte                                 | Fachwerkgebäude |                                                                                       | 01.04.1987               | 459             |
| Wohn- und Geschäftshaus                                                              | Wohn- und Geschäftshaus                                                              | Nordhofe Brüderstraße 48 Karte                                 | |                                                                                       | 05.11.1986               | 375             |
| Wohn- und Geschäftshaus                                                              | Wohn- und Geschäftshaus                                                              | Nordhofe Brüderstraße 49–51 Karte                              | |                                                                                       | 09.04.1987               | 460             |
| Wohn- und Geschäftshaus                                                              | Wohn- und Geschäftshaus                                                              | Nordhofe Brüderstraße 53–55 Karte                              | |                                                                                       | 09.04.1987               | 461             |
| Wohn- und Geschäftshaus                                                              | Wohn- und Geschäftshaus                                                              | Nordhofe Brüderstraße 56 Karte                                 | |                                                                                       | 24.09.1987               | 521             |
| Wohn- und Geschäftshaus                                                              | Wohn- und Geschäftshaus                                                              | Nordhofe Brüderstraße 57 Karte                                 | |                                                                                       | 09.04.1987               | 462             |
| Wohn- und Geschäftshaus – Im Goldenen Arm                                            | Wohn- und Geschäftshaus – Im Goldenen Arm                                            | Nordhofe Brüderstraße 58 Karte                                 | |                                                                                       | 16.05.1986               | 236             |
|                                                                                      | Wohn- und Geschäftshaus                                                              | Nordhofe Brüderstraße 59                                       | |                                                                                       | 09.04.1987               | 463             |
| weitere Bilder                                                                       | Wohnhaus – heute Burghofmuseum                                                       | Paulihofe Burghofstraße 22 Karte                               | Das ehemalige Patrizierhaus steht auf einer großen ummauerten Hausstelle. Es ist von der Straße abgerückt in Stein gemauert, das Hinterhaus ist freistehend. Das Gebäude wurde im 13. Jahrhundert als Ministerialensitz der Erzbischöfe von Köln erwähnt. Seit dem 16. Jahrhundert ist es Eigenbesitz von Familien der Oberschicht. Von 1614 bis 1894 befand es sich im Besitz der Familie von Fürstenberg-Herdringen. Das romanische Hinterhaus stammt aus der Zeit um 1200, es ist in Bruchstein gemauert und ist mit einem Satteldach gedeckt. Die Treppengiebel springen auf Konsolsteinen vor. Das Giebelfeld ist durch drei pyramidal angeordnete Rundbogenfenster gegliedert, in den Fenstern eingestellte Säulen. Die Traufseiten sind durch spätmittelalterliche Fenster gegliedert. Im Erdgeschoss ruht ein Gratgewölbe auf einer mittleren Stütze. Es wurden Reste eine Gewölbefassung aus gotischer Zeit aufgedeckt. Der Kamin ist mit 1573 bezeichnet, er wurde allerdings erst im zwanzigsten Jahrhundert eingebaut. Der Haupteingang befindet sich an der südöstlichen Traufseite, er ist von Stabwerk umrahmt. Das Haupthaus aus Bruchstein trägt die Bezeichnung 1559, es ist durch mehrteilige Fenster belichtet. Der Einbau einer Treppe zum Obergeschoss erfolgte im 18. Jahrhundert. Im Nordosten schließt sich ein unterkellerter Saal an, der mit einer bemerkenswerter Ausstattung aus dem 16. Jahrhundert ausgestattet ist. An der Decke sind szenische Stuckdekorationen zu sehen, an den Wänden und am Kamin Szenen aus dem Gleichnis von Lazarus, der Evangelisten, der Judith und des Paulus. Im Rittersaal werden heute städtische Veranstaltungen und Empfänge ausgerichtet, er wird auch als festliches Trauzimmer genutzt. In Gedenken an den Kölner Erzbischof Philipp von Heinsberg wir hier alljährlich das sogenannte Phillipsessen mit Pumpernickel, Wein und Bier ausgerichtet. Es handelt sich hier um eines der ältesten Ratsgelage. | um 1200 und Mitte 16. Jh. erstmalige Erwähnung im 13. Jahrhundert                     | 01.04.1987               | 464             |
| ehemaliges Stadtkrankenhaus – heute Wohnhaus                                         | ehemaliges Stadtkrankenhaus – heute Wohnhaus                                         | Westhofe Daelengasse 7–11 Karte                                | |                                                                                       | 18.07.1985               | 33              |
| Altenheim                                                                            | Altenheim                                                                            | Westhofe Daelengasse 2, 4, 6 Karte                             | |                                                                                       | 05.11.1986               | 430             |
| Wohnhaus                                                                             | Wohnhaus                                                                             | Osthofe Damm 3 Karte                                           | |                                                                                       | 25.09.1985               | 84              |
| Wohnhaus                                                                             | Wohnhaus                                                                             | Jakobihofe Drostengasse 8 Karte                                | |                                                                                       | 24.09.1987               | 523             |
| Wohnhaus                                                                             | Wohnhaus                                                                             | Jakobihofe Drostengasse 10 Karte                               | |                                                                                       | 24.09.1987               | 524             |
| Wohnhaus                                                                             | Wohnhaus                                                                             | Jakobihofe Drostengasse 12 Karte                               | |                                                                                       | 24.09.1987               | 525             |
| Wohnhaus                                                                             | Wohnhaus                                                                             | Jakobihofe Drostengasse 14 Karte                               | |                                                                                       | 24.09.1987               | 526             |
| Wohnhaus                                                                             | Wohnhaus                                                                             | Jakobihofe Drostengasse 16 Karte                               | |                                                                                       | 24.09.1987               | 527             |
| Wohnhaus                                                                             | Wohnhaus                                                                             | Jakobihofe Drostengasse 18 Karte                               | |                                                                                       | 24.09.1987               | 528             |
| Wohnhaus                                                                             | Wohnhaus                                                                             | Jakobihofe Drostengasse 20 Karte                               | |                                                                                       | 24.09.1987               | 529             |
| Wohn- und Geschäftshaus                                                              | Wohn- und Geschäftshaus                                                              | Jakobihofe Drostengasse 22 Karte                               | |                                                                                       | 24.09.1987               | 530             |
| Wohnhaus                                                                             | Wohnhaus                                                                             | Osthofe Düsterpoth 4 Karte                                     | | 1. Hälfte 19. Jh.                                                                     | 18.07.1985               | 3               |
| Wohnhaus                                                                             | Wohnhaus                                                                             | Osthofe Düsterpoth 8 Karte                                     | | 1. Hälfte 19. Jh.                                                                     | 18.07.1985               | 4               |
| Wohnhaus                                                                             | Wohnhaus                                                                             | Osthofe Düsterpoth 10 Karte                                    | | 1. Hälfte 19. Jh.                                                                     | 18.07.1985               | 5               |
| Wohnhaus                                                                             | Wohnhaus                                                                             | Osthofe Düsterpoth 12 Karte                                    | | 1. Hälfte 19. Jh.                                                                     | 18.07.1985               | 6               |
| Wohnhaus                                                                             | Wohnhaus                                                                             | Osthofe Düsterpoth 27 Karte                                    | |                                                                                       | 25.09.1985               | 85              |
| Wohnhaus                                                                             | Wohnhaus                                                                             | Osthofe Düsterpoth 29 Karte                                    | |                                                                                       | 25.09.1985               | 86              |
| Wohnhaus                                                                             | Wohnhaus                                                                             | Jakobihofe Elendsgasse 8 Karte                                 | |                                                                                       | 25.09.1985               | 87              |
| Wohnhaus                                                                             | Wohnhaus                                                                             | Jakobihofe Elendsgasse 10 Karte                                | |                                                                                       | 05.11.1986               | 376             |
| BW                                                                                   | Wohnhaus                                                                             | Nordhofe Enger Weg 5 Karte                                     | |                                                                                       | 31.01.1986               | 152             |
| BW                                                                                   | Wohnhaus                                                                             | Nordhofe Enger Weg 8 Karte                                     | |                                                                                       | 09.04.1987               | 466             |
| BW                                                                                   | Wohnhaus                                                                             | Nordhofe Enger Weg 11 Karte                                    | |                                                                                       | 31.01.1986               | 153             |
| Wohnhaus                                                                             | Wohnhaus                                                                             | Osthofe Filzenstraße 2 Karte                                   | |                                                                                       | 25.09.1985               | 88              |
| BW                                                                                   | Wohnhaus                                                                             | Osthofe Filzenstraße 3 Karte                                   | |                                                                                       | 25.09.1985               | 89              |
| BW                                                                                   | Wohn- und Geschäftshaus                                                              | Osthofe Filzenstraße 4 Karte                                   | |                                                                                       | 25.09.1985               | 90              |
| BW                                                                                   | Wohnhaus                                                                             | Osthofe Filzenstraße 5 Karte                                   | |                                                                                       | 25.09.1985               | 91              |
| BW                                                                                   | Wohnhaus                                                                             | Osthofe Filzenstraße 7 Karte                                   | Das patrizische Anwesen wurde im 16. Jahrhundert nach dem damaligen Eigentümer „Der Aschenbrock“ genannt. Das vorwiegend steinerne, zweigeschossige Haupthaus steht weit von der Straße abgerückt auf einer großen Parzelle. Diese wird bis heute durch eine hohe Bruchsteinmauer zur Filzenstraße abgegrenzt. Im 17. und 18. Jahrhundert war das Anwesen mehrmals der Wohnsitz von Soester Bürgermeistern. Die Süd- und Westseite und Teile der Nordseite sind massiv aus Bruchstein aufgemauert, mit Werksteingewänden an Türen und Fenstern. Die Giebeldreiecke, die Ostseite und der größte Teil der Nordseite wurden später in Fachwerk erneuert. Der westliche Teil des Hauses weist sich mit höherliegenden Fenstern und seiner Unterkellerung als ehemaliger Saalbereich aus. Der in den Gesamtbaukörper integrierte Saal deutet auf eine Bauzeit im letzten Drittel des 16. Jahrhunderts hin. Allerdings scheint das Gebäude – insbesondere der Keller – Teile eines spätmittelalterlichen Vorgängers zu beinhalten, denn das Kellermauerwerk zeigt in der Südwestecke zur Filzenstraße eine Störung. Hier ist das Mauerwerk erheblich dünner als an den übrigen Seiten. Möglicherweise ist dies auf eine Verbreiterung eines älteren Hinterhauses auf die Breite des Vorderhauses zurückzuführen. Eine Parallele ergibt sich in dieser Hinsicht zu dem Haus Lütgengrandweg 13. Das Dach besteht aus einem Sparrendach in Formen des 16. Jahrhunderts. Die untere Kehlbalkenlage wird durch einen einfach stehenden Stuhl abgefangen, der im Längsverband durch gerade, bohlenstarke Kopfbänder verstrebt ist und dessen Säulen an den Kanten abgefast sind. In der geraden, nicht einschwingenden Form der Stuhl-Kopfbänder könnte sich eine exaktere Datierung des Hausbaus in die Zeit um 1600 andeuten, da solche Formen dann für das 17. Jahrhundert charakteristisch wurden. Der ursprüngliche Grundriss wurde durch zahlreiche Umbauten – unter anderem in den Jahren 1932 und 1973 – stark verändert. 1973 erfolgte auch eine Aufweitung der Fensteröffnungen im Erdgeschoss, die in Gestalt von Türfenstern bis auf den Erdboden herabgezogen wurden. | vermutlich im letzten Drittel des 16. Jahrhunderts errichtet                          | 31.01.1986               | 154             |
| BW                                                                                   | Wohnhaus                                                                             | Osthofe Filzenstraße 9 Karte                                   | |                                                                                       | 25.09.1985               | 92              |
| BW                                                                                   | ehemalige Marienschule                                                               | Osthofe Filzenstraße 11, ehemals Siechenstraße 8 Karte         | |                                                                                       | 26.09.2002               | 630             |
| Wohnhaus                                                                             | Wohnhaus                                                                             | Thomähofe Glasergasse 8 Karte                                  | |                                                                                       | 09.04.1987               | 467             |
| Wohnhaus                                                                             | Wohnhaus                                                                             | Thomähofe Glasergasse 10 Karte                                 | |                                                                                       | 01.04.1987               | 468             |
| Wohn- und Geschäftshaus                                                              | Wohn- und Geschäftshaus                                                              | Thomähofe Grandweg 1a Karte                                    | |                                                                                       | 18.07.1985               | 66              |
| Wohn- und Geschäftshaus                                                              | Wohn- und Geschäftshaus                                                              | Thomähofe Grandweg 7 Karte                                     | |                                                                                       | 31.01.1986               | 157             |
| Wohn- und Geschäftshaus                                                              | Wohn- und Geschäftshaus                                                              | Paulihofe Grandweg 14 Karte                                    | |                                                                                       | 31.01.1986               | 158             |
| Wohn- und Geschäftshaus                                                              | Wohn- und Geschäftshaus                                                              | Paulihofe Grandweg 26 Karte                                    | |                                                                                       | 31.01.1986               | 159             |
| weitere Bilder                                                                       | Wohnhaus                                                                             | Paulihofe Grandweg 32 Karte                                    | ehemals „Kornbrennerei A. Kleine“ | 1844                                                                                  | 15.11.1996               | 621             |
| Wohnhaus                                                                             | Wohnhaus                                                                             | Thomähofe Grandweg 35 Karte                                    | |                                                                                       | 16.05.1986               | 237             |
| Wohnhaus                                                                             | Wohnhaus                                                                             | Thomähofe Grandweg 59 Karte                                    | |                                                                                       | 31.01.1986               | 160             |
| Wohnhaus                                                                             | Wohnhaus                                                                             | Paulihofe Grandweg-Ulricher-Wallstraße 9 Karte                 | |                                                                                       | 16.05.1986               | 238             |
| Wohnhaus                                                                             | Wohnhaus                                                                             | Paulihofe Grandweg-Ulricher-Wallstraße 12 Karte                | |                                                                                       | 31.01.1986               | 155             |
| Wohnhaus                                                                             | Wohnhaus                                                                             | Paulihofe Grandweg-Ulricher-Wallstraße 13 Karte                | |                                                                                       | 31.01.1986               | 156             |
| BW                                                                                   | Wohnhaus                                                                             | Nordhofe Grund 1 Karte                                         | |                                                                                       | 16.05.1986               | 239             |
| Wohnhaus                                                                             | Wohnhaus                                                                             | Nordhofe Grund 3 Karte                                         | |                                                                                       | 16.05.1986               | 240             |
| Wohnhaus                                                                             | Wohnhaus                                                                             | Nordhofe Grund 4 Karte                                         | |                                                                                       | 16.05.1986               | 241             |
| Wohnhaus                                                                             | Wohnhaus                                                                             | Jakobihofe Grüne Hecke 12 Karte                                | |                                                                                       | 05.11.1986               | 436             |
| Wohnhaus                                                                             | Wohnhaus                                                                             | Jakobihofe Grüne Hecke 14 Karte                                | |                                                                                       | 05.11.1986               | 437             |
| Wohnhaus                                                                             | Wohnhaus                                                                             | Jakobihofe Grüne Hecke 32 Karte                                | | im Kern 17. Jh., 19. Jh.                                                              | 16.06.1986               | 297             |
| Wohnhaus                                                                             | Wohnhaus                                                                             | Jakobihofe Grüne Hecke 38 Karte                                | |                                                                                       | 16.06.1986               | 298             |
| Wohnhaus                                                                             | Wohnhaus                                                                             | Jakobihofe Grüne Hecke 40 Karte                                | |                                                                                       | 16.06.1986               | 299             |
| Wohnhaus                                                                             | Wohnhaus                                                                             | Jakobihofe Grüne Hecke 42 Karte                                | |                                                                                       | 16.06.1986               | 300             |
| Wohnhaus                                                                             | Wohnhaus                                                                             | Paulihofe Haarhofsgasse 2 Karte                                | |                                                                                       | 16.06.1986               | 303             |
| BW                                                                                   | Wohnhaus                                                                             | Paulihofe Haarhofsgasse 4 Karte                                | Kleines, zweigeschossiges Fachwerk-Giebelhaus in stöckiger Abzimmerung. Kernbau im Obergeschoss nur drei Gefache breit. Obergeschoss und Giebeldreieck über einfach gerundeten Stichbalkenköpfen mit ebenfalls gerundeten Füllhölzern vorkragend. Das Wandgefüge des Obergeschosses mit geraden Fußstreben. Das Fachwerk des Erdgeschosses wie auch die Verbretterung des Giebeldreiecks in jüngerer Zeit erneuert. Die ältere Abzimmerung des Erdgeschosses teilweise fotografisch überliefert und ebenfalls mit Fußstreben ausgesteift. Zu beiden Traufseiten spätere Anbauten (Kübbungen) unter angeschleppten Dächern. Die linke Kübbung aus dem 19. Jahrhundert und auf der Fläche des hier ehemals unmittelbar am Haus vorbeifließenden Kützelbaches errichtet. Aus diesem Grunde auch die extrem weite, seitliche Vorkragung der Obergeschossschwelle des Kernbaus nach Südosten, die ausnahmsweise von einer einzelnen Knagge unterstützt wird, um so dem Obergeschoss über dem früheren Bach mehr Grundfläche geben zu können. Die rechte Kübbung möglicherweise schon kurz nach Errichtung des Kernbaus oder aber im Verlauf des 18. Jahrhunderts angefügt, da hier die Stichbalkenvorkragung des Obergeschosses durchläuft. Aufgrund der Fußstrebenabzimmerung und der Art der Vorkragung ist das Haus in die 2. Hälfte des 17. Jahrhunderts zu datieren. | errichtet in der 2. Hälfte des 17. Jahrhunderts                                       | 31.01.1986               | 161             |
| Wohnhaus                                                                             | Wohnhaus                                                                             | Paulihofe Haarhofsgasse 5 Karte                                | |                                                                                       | 31.01.1986               | 162             |
| Wohnhaus                                                                             | Wohnhaus                                                                             | Paulihofe Haarhofsgasse 7 Karte                                | |                                                                                       | 31.01.1986               | 163             |
| Wohnhaus                                                                             | Wohnhaus                                                                             | Paulihofe Haarhofsgasse 10 Karte                               | |                                                                                       | 30.01.1986 (31.01.1986?) | 164             |
| Wohnhaus                                                                             | Wohnhaus                                                                             | Paulihofe Haarhofsgasse 13 Karte                               | |                                                                                       | 31.01.1986               | 165             |
| Wohnhaus                                                                             | Wohnhaus                                                                             | Paulihofe Haarhofsgasse 15 Karte                               | |                                                                                       | 31.01.1986               | 166             |
| Wohnhaus                                                                             | Wohnhaus                                                                             | Paulihofe Haarhofsgasse 17 Karte                               | |                                                                                       | 31.01.1986               | 167             |
| Wohnhaus                                                                             | Wohnhaus                                                                             | Paulihofe Haarhofsgasse 19 Karte                               | |                                                                                       | 31.01.1986               | 168             |
| Wohnhaus                                                                             | Wohnhaus                                                                             | Paulihofe Haarhofsgasse 21 Karte                               | |                                                                                       | 31.01.1986               | 169             |
| Wohnhaus                                                                             | Wohnhaus                                                                             | Westhofe Hagengasse 1 Karte                                    | |                                                                                       | 16.06.1986               | 301             |
| Wohnhaus                                                                             | Wohnhaus                                                                             | Westhofe Hagengasse 2 Karte                                    | |                                                                                       | 01.04.1987               | 469             |
| Wohnhaus                                                                             | Wohnhaus                                                                             | Westhofe Hagengasse 3 Karte                                    | |                                                                                       | 02.04.1987               | 470             |
| Wohnhaus                                                                             | Wohnhaus                                                                             | Westhofe Hagengasse 4 Karte                                    | |                                                                                       | 16.06.1986               | 302             |
|                                                                                      | Wohnhaus                                                                             | Westhofe Hansastraße 2                                         | |                                                                                       | 16.05.1986               | 242             |
| Wohnhaus                                                                             | Wohnhaus                                                                             | Westhofe Hansastraße 11 Karte                                  | |                                                                                       | 18.07.1985               | 49              |
| BW                                                                                   | Wohnhaus                                                                             | Osthofe Helle 2 Karte                                          | |                                                                                       | 16.05.1986               | 243             |
| BW                                                                                   | Wohn- und Geschäftshaus                                                              | Osthofe Helle 3 Karte                                          | |                                                                                       | 25.09.1985               | 93              |
| Wohn- und Geschäftshaus                                                              | Wohn- und Geschäftshaus                                                              | Jakobihofe Höggenstraße 1 Karte                                | |                                                                                       | 09.04.1987               | 471             |
| Wohnhaus                                                                             | Wohnhaus                                                                             | Jakobihofe Höggenstraße 1 Karte                                | "Der Zuckerberg". Es wird erstmals 1511 in einem Ratsprotokoll als Absteige der Herzöge von Kleve erwähnt. Bis Anfang des 17. Jahrhunderts war es in adeligem Besitz und ging Ende des 18. Jahrhunderts in bürgerliche Hände über. | 1220 / 1790                                                                           | 09.04.1987               | 472             |
| Wohn- und Geschäftshaus                                                              | Wohn- und Geschäftshaus                                                              | Jakobihofe Höggenstraße 1a Karte                               | |                                                                                       | 05.11.1986               | 377             |
| Wohn- und Geschäftshaus                                                              | Wohn- und Geschäftshaus                                                              | Jakobihofe Höggenstraße 1b Karte                               | |                                                                                       | 16.06.1986               | 304             |
| Wohn- und Geschäftshaus                                                              | Wohn- und Geschäftshaus                                                              | Jakobihofe Höggenstraße 5 Karte                                | |                                                                                       | 05.11.1986               | 378             |
| Wohnhaus                                                                             | Wohnhaus                                                                             | Jakobihofe Höggenstraße 13 Karte                               | |                                                                                       | 16.06.1986               | 305             |
| Wohnhaus                                                                             | Wohnhaus                                                                             | Jakobihofe Höggenstraße 18 Karte                               | |                                                                                       | 05.11.1986               | 379             |
| Wohnhaus                                                                             | Wohnhaus                                                                             | Jakobihofe Höggenstraße 22 Karte                               | |                                                                                       | 05.11.1986               | 380             |
| Wohn- und Geschäftshaus                                                              | Wohn- und Geschäftshaus                                                              | Jakobihofe Höggenstraße 28 Karte                               | |                                                                                       | 05.11.1986               | 381             |
| Wohnhaus                                                                             | Wohnhaus                                                                             | Osthofe Hoher Weg 2 Karte                                      | |                                                                                       | 16.05.1986               | 244             |
| BW                                                                                   | Wohnhaus                                                                             | Osthofe Hoher Weg 4 Karte                                      | |                                                                                       | 16.05.1986               | 245             |
|                                                                                      |                                                                                      | Osthofe Hoher Weg 8 Karte                                      | |                                                                                       | 25.09.1985               | 94              |
| BW                                                                                   | Wohnhaus                                                                             | Osthofe Hoher Weg 8 Karte                                      | | Ende 19. Jh.                                                                          | 15.12.2011               | 678             |
| Wohnhaus                                                                             | Wohnhaus                                                                             | Osthofe Hoher Weg 10 Karte                                     | |                                                                                       | 25.09.1985               | 95              |
| Wohnhaus                                                                             | Wohnhaus                                                                             | Thomähofe Hoher Weg 17 Karte                                   | |                                                                                       | 24.09.1987               | 531             |
| Wohnhaus                                                                             | Wohnhaus                                                                             | Thomähofe Hoher Weg 38 Karte                                   | | 2. Hälfte 19. Jh.                                                                     | 24.09.1987               | 532             |
| BW                                                                                   | Wohnhaus                                                                             | Thomähofe Hoher Weg 38a Karte                                  | | 2. Hälfte 19. Jh.                                                                     | 17.09.1987               | 533             |
| Wohn- und Geschäftshaus                                                              | Wohn- und Geschäftshaus                                                              | Westhofe Jakobi-Nötten-Wallstraße 1 Karte                      | |                                                                                       | 09.04.1987               | 473             |
| Wohnhaus                                                                             | Wohnhaus                                                                             | Westhofe Jakobi-Nötten-Wallstraße 6 Karte                      | |                                                                                       | 16.06.1986               | 306             |
| Wohnhaus                                                                             | Wohnhaus                                                                             | Westhofe Jakobi-Nötten-Wallstraße 7 Karte                      | |                                                                                       | 16.06.1986               | 307             |
| Wohnhaus                                                                             | Wohnhaus                                                                             | Westhofe Jakobi-Nötten-Wallstraße 7a Karte                     | | 17. Jh.                                                                               | 17.09.1987               | 541             |
| Wohnhaus                                                                             | Wohnhaus                                                                             | Jakobihofe Jakobi-Nötten-Wallstraße 10 Karte                   | |                                                                                       | 05.11.1986               | 382             |
| Wohnhaus                                                                             | Wohnhaus                                                                             | Westhofe Jakobi-Nötten-Wallstraße 12 Karte                     | |                                                                                       | 16.06.1986               | 308             |
| Wohnhaus                                                                             | Wohnhaus                                                                             | Westhofe Jakobi-Nötten-Wallstraße 13 Karte                     | |                                                                                       | 16.06.1986               | 309             |
| Wohnhaus                                                                             | Wohnhaus                                                                             | Westhofe Jakobi-Nötten-Wallstraße 14 Karte                     | |                                                                                       | 16.06.1986               | 310             |
| Wohnhaus                                                                             | Wohnhaus                                                                             | Westhofe Jakobi-Nötten-Wallstraße 18 Karte                     | |                                                                                       | 16.06.1986               | 311             |
| Wohnhaus                                                                             | Wohnhaus                                                                             | Westhofe Jakobi-Nötten-Wallstraße 19 Karte                     | |                                                                                       | 16.06.1986               | 312             |
| Wohnhaus                                                                             | Wohnhaus                                                                             | Jakobihofe Jakobi-Nötten-Wallstraße 28 Karte                   | |                                                                                       | 16.06.1986               | 313             |
| Wohnhaus                                                                             | Wohnhaus                                                                             | Jakobihofe Jakobi-Nötten-Wallstraße 29 Karte                   | |                                                                                       | 16.06.1986               | 314             |
| Wohnhaus                                                                             | Wohnhaus                                                                             | Jakobihofe Jakobi-Nötten-Wallstraße 30 Karte                   | |                                                                                       | 16.06.1986               | 315             |
| weitere Bilder                                                                       | nur Schwan                                                                           | Jakobihofe Jakobistraße 2 Karte                                | Bronze des späten 18. Jahrhunderts. Original erhaltenes Hauszeichen der Schwanenapotheke. |                                                                                       | 10.02.1988               | 580             |
|                                                                                      |                                                                                      | Jakobihofe Jakobistraße 4/6 Karte                              | | 1869                                                                                  | 29.12.1994               | 609             |
| ehemaliges Postgebäude                                                               | ehemaliges Postgebäude                                                               | Jakobihofe Jakobistraße 4–6 Karte                              | | 1920                                                                                  | 15.11.1996               | 619             |
| Wohn- und Geschäftshaus                                                              | Wohn- und Geschäftshaus                                                              | Jakobihofe Jakobistraße 7 Karte                                | |                                                                                       | 18.07.1985               | 45              |
| Wohn- und Geschäftshaus                                                              | Wohn- und Geschäftshaus                                                              | Jakobihofe Jakobistraße 12 Karte                               | |                                                                                       | 09.04.1987               | 474             |
| Geschäftshaus – Haus zum Spiegel – ehemaliger Adelshof                               | Geschäftshaus – Haus zum Spiegel – ehemaliger Adelshof                               | Jakobihofe Jakobistraße 13 Karte                               | Das „Haus zum Spiegel“ beherbergt das Stadtarchiv. Der Stadthof aus verputztem Bruchstein steht abgerückt von der Straße, er ist mit einem Walmdach gedeckt. Der Bau erfolgte unter Einbeziehung eines älteren Hauses. Die Wände des symmetrischen Gebäudes sind durch Fenster und einen rundbogigen Eingang gegliedert. | bezeichnet mit 1696                                                                   | 05.11.1986               | 383             |
| Wohn- und Geschäftshaus                                                              | Wohn- und Geschäftshaus                                                              | Jakobihofe Jakobistraße 14 Karte                               | |                                                                                       | 09.04.1987               | 475             |
| Wohn- und Geschäftshaus                                                              | Wohn- und Geschäftshaus                                                              | Jakobihofe Jakobistraße 18 Karte                               | |                                                                                       | 05.11.1986               | 384             |
| Wohn- und Geschäftshaus                                                              | Wohn- und Geschäftshaus                                                              | Jakobihofe Jakobistraße 20 Karte                               | Schmaler, zweigeschossiger Stockwerksbau an der Abzweigung der Marktstraße, giebelständig zur Jakobistraße. Vorkragungen über Stichbalken und Balkenüberstände ohne Knaggen. Viertelkreisrunde Füllhölzer, darauf geschnitzte Blumen- und Rankenmotive. Inschriftschmuck auf der Giebelschwelle mit Namen der Erbauerin und der Datierung 1695. Das in sich dreimal vorkragende Giebeldreieck ist in der obersten Giebelspitze alt verbrettert. Die Verbretterung trägt ebenfalls eine Verzierung mit barockbewegten Blumen- und Rankenmotiven. Das Wandgefüge der beiden gleichhohen Vollgeschosse hat je eine Riegelkette und wird durch lange, gerade Fußstreben an den Gebäudeecken ausgesteift. Die Giebelfassade wird durch ein mittleres Fußstrebenpaar im Giebeldreieck axialsymmetrisch betont. Die alte Raumteilung, insbesondere in dem als Ladenlokal genutzten Erdgeschoss, größtenteils zerstört. | errichtet 1695                                                                        | 05.11.1986               | 385             |
| Wohn- und Geschäftshaus                                                              | Wohn- und Geschäftshaus                                                              | Jakobihofe Jakobistraße 22 Karte                               | |                                                                                       | 05.11.1986               | 386             |
| Wohn- und Geschäftshaus                                                              | Wohn- und Geschäftshaus                                                              | Jakobihofe Jakobistraße 23 Karte                               | |                                                                                       | 05.11.1986               | 387             |
| Wohn- und Geschäftshaus                                                              | Wohn- und Geschäftshaus                                                              | Jakobihofe Jakobistraße 24 Karte                               | |                                                                                       | 05.11.1986               | 388             |
| Wohn- und Geschäftshaus                                                              | Wohn- und Geschäftshaus                                                              | Jakobihofe Jakobistraße 26 Karte                               | |                                                                                       | 05.11.1986               | 389             |
| Wohn- und Geschäftshaus                                                              | Wohn- und Geschäftshaus                                                              | Jakobihofe Jakobistraße 27 Karte                               | |                                                                                       | 05.11.1986               | 390             |
| Wohn- und Geschäftshaus                                                              | Wohn- und Geschäftshaus                                                              | Jakobihofe Jakobistraße 28 Karte                               | |                                                                                       | 05.11.1986               | 391             |
| Wohn- und Geschäftshof                                                               | Wohn- und Geschäftshof                                                               | Jakobihofe Jakobistraße 30 Karte                               | |                                                                                       | 05.11.1986               | 392             |
| Wohn- und Geschäftshaus                                                              | Wohn- und Geschäftshaus                                                              | Jakobihofe Jakobistraße 31 Karte                               | | 1936                                                                                  | 24.09.1987               | 534             |
| Wohn- und Geschäftshaus                                                              | Wohn- und Geschäftshaus                                                              | Jakobihofe Jakobistraße 32 Karte                               | |                                                                                       | 09.04.1987               | 476             |
| Wohn- und Geschäftshaus                                                              | Wohn- und Geschäftshaus                                                              | Jakobihofe Jakobistraße 34 Karte                               | |                                                                                       | 09.04.1987               | 477             |
| Wohn- und Geschäftshaus                                                              | Wohn- und Geschäftshaus                                                              | Jakobihofe Jakobistraße 35 Karte                               | |                                                                                       | 09.04.1987               | 478             |
| Wohn- und Geschäftshaus                                                              | Wohn- und Geschäftshaus                                                              | Jakobihofe Jakobistraße 36–40 Karte                            | | um 1800                                                                               | 21.09.1987               | 535             |
| Wohnhaus                                                                             | Wohnhaus                                                                             | Jakobihofe Jakobistraße 37 Karte                               | |                                                                                       | 09.04.1987               | 479             |
| Wohn- und Geschäftshaus                                                              | Wohn- und Geschäftshaus                                                              | Jakobihofe Jakobistraße 39 Karte                               | |                                                                                       | 09.04.1987               | 480             |
| Portal                                                                               | Portal                                                                               | Jakobihofe Jakobistraße 40 Karte                               | | um 1800                                                                               | 24.09.1987               | 536             |
| Wohn- und Geschäftshaus                                                              | Wohn- und Geschäftshaus                                                              | Jakobihofe Jakobistraße 42 Karte                               | |                                                                                       | 09.04.1987               | 481             |
| Wohnhaus                                                                             | Wohnhaus                                                                             | Jakobihofe Jakobistraße 45 Karte                               | | bez. 1938                                                                             | 24.09.1987               | 537             |
| Büro- und Wohnhaus                                                                   | Büro- und Wohnhaus                                                                   | Jakobihofe Jakobistraße 46 Karte                               | |                                                                                       | 18.07.1985               | 46              |
| Büro- und Wohnhaus                                                                   | Büro- und Wohnhaus                                                                   | Jakobihofe Jakobistraße 48 Karte                               | |                                                                                       | 18.07.1985               | 48              |
| BW                                                                                   | Wohn- und Geschäftshaus                                                              | Jakobihofe Jakobistraße 49 Karte                               | | bez. 1910                                                                             | 24.09.1987               | 538             |
| Wohn- und Geschäftshaus                                                              | Wohn- und Geschäftshaus                                                              | Jakobihofe Jakobistraße 53 Karte                               | |                                                                                       | 18.07.1985               | 47              |
| Wohnhaus                                                                             | Wohnhaus                                                                             | Jakobihofe Jakobistraße 54 Karte                               | |                                                                                       | 05.11.1986               | 393             |
| Wohn- und Geschäftshaus                                                              | Wohn- und Geschäftshaus                                                              | Jakobihofe Jakobistraße 55 Karte                               | |                                                                                       | 09.04.1987               | 482             |
| Wohnhaus                                                                             | Wohnhaus                                                                             | Jakobihofe Jakobistraße 57 Karte                               | |                                                                                       | 09.04.1987               | 483             |
| Wohn- und Geschäftshaus                                                              | Wohn- und Geschäftshaus                                                              | Jakobihofe Jakobistraße 59 Karte                               | |                                                                                       | 09.04.1987               | 484             |
| Wohn- und Geschäftshaus                                                              | Wohn- und Geschäftshaus                                                              | Jakobihofe Jakobistraße 60 Karte                               | |                                                                                       | 18.07.1985               | 52              |
| Wohnhaus                                                                             | Wohnhaus                                                                             | Jakobihofe Jakobistraße 63 Karte                               | |                                                                                       | 09.04.1987               | 485             |
| Geschäftshaus – heute Wohnhaus                                                       | Geschäftshaus – heute Wohnhaus                                                       | Jakobihofe Jakobistraße 63a Karte                              | |                                                                                       | 09.04.1987               | 486             |
| Wohn- und Geschäftshaus                                                              | Wohn- und Geschäftshaus                                                              | Jakobihofe Jakobistraße 67 Karte                               | | 1478                                                                                  | 09.04.1987               | 487             |
| Wohn- und Geschäftshaus                                                              | Wohn- und Geschäftshaus                                                              | Jakobihofe Jakobistraße 69 Karte                               | |                                                                                       | 09.04.1987               | 488             |
| Wohnhaus                                                                             | Wohnhaus                                                                             | Jakobihofe Jakobistraße 71 Karte                               | |                                                                                       | 09.04.1987               | 489             |
| Wohnhaus                                                                             | Wohnhaus                                                                             | Jakobihofe Jakobistraße 73 Karte                               | |                                                                                       | 09.04.1987               | 490             |
| weitere Bilder                                                                       | Wohn- und Geschäftshaus, Pilgrimhaus                                                 | Jakobihofe Jakobistraße 75 Karte                               | | um 1300                                                                               | 09.04.1987               | 491             |
| Wohnhaus                                                                             | Wohnhaus                                                                             | Jakobihofe Jakobistraße 77 Karte                               | Im klassizistischen Stil im 18. Jahrhundert erbautes ehemaliges Torhaus und Wohnsitz des Torwärtes des Jakobitores. Westerweiterung Ende 19. Jahrhundert | um 1800                                                                               | 24.09.1987               | 539             |
| Toilettengebäude                                                                     | Toilettengebäude                                                                     | Jakobihofe Jakobistraße 77a Karte                              | | 1932/33                                                                               | 24.09.1987               | 540             |
| Wohnhaus                                                                             | Wohnhaus                                                                             | Jakobihofe Jakobitor 2 Karte                                   | |                                                                                       | 05.11.1986               | 394             |
| Wohnhaus                                                                             | Wohnhaus                                                                             | Jakobihofe Kattenhol 1 Karte                                   | | um 1800                                                                               | 15.11.1996               | 616             |
| BW                                                                                   | Wohnhaus                                                                             | Osthofe Kerngasse 1 Karte                                      | |                                                                                       | 09.04.1987               | 492             |
| Wohnhaus                                                                             | Wohnhaus                                                                             | Osthofe Kerngasse 3 Karte                                      | | Kern 18. Jh., 2. Hälfte 19. Jh.                                                       | 24.09.1987               | 542             |
| Wohnhaus                                                                             | Wohnhaus                                                                             | Jakobihofe Kesselstraße 1 Karte                                | |                                                                                       | 24.09.1987               | 543             |
| Lagerhaus                                                                            | Lagerhaus                                                                            | Jakobihofe Kesselstraße 2a Karte                               | | 1936                                                                                  | 15.12.2011               | 679             |
| Wohnhaus                                                                             | Wohnhaus                                                                             | Jakobihofe Kesselstraße 3 Karte                                | |                                                                                       | 24.09.1987               | 544             |
| Wohnhaus                                                                             | Wohnhaus                                                                             | Jakobihofe Kesselstraße 8 Karte                                | |                                                                                       | 05.11.1986               | 395             |
| Wohnhaus                                                                             | Wohnhaus                                                                             | Jakobihofe Kesselstraße 12 Karte                               | |                                                                                       | 05.11.1986               | 396             |
|                                                                                      |                                                                                      | Jakobihofe Kesselstraße 14 Karte                               | | 1923                                                                                  | 26.02.2016               | 692             |
| Wohnhaus                                                                             | Wohnhaus                                                                             | Jakobihofe Kesselstraße 17 Karte                               | |                                                                                       | 05.11.1986               | 397             |
| Wohnhaus                                                                             | Wohnhaus                                                                             | Jakobihofe Kesselstraße 18 Karte                               | |                                                                                       | 10.11.1986               | 398             |
| Wohnhaus                                                                             | Wohnhaus                                                                             | Jakobihofe Kesselstraße 19 Karte                               | |                                                                                       | 10.11.1986               | 399             |
| Wohnhaus                                                                             | Wohnhaus                                                                             | Jakobihofe Kesselstraße 21+23 Karte                            | |                                                                                       | 05.11.1986               | 400             |
| Wohnhaus                                                                             | Wohnhaus                                                                             | Jakobihofe Kesselstraße 25 Karte                               | |                                                                                       | 05.11.1986               | 401             |
| Wohnhaus                                                                             | Wohnhaus                                                                             | Jakobihofe Kesselstraße 31 Karte                               | |                                                                                       | 05.11.1986               | 402             |
| Wohnhaus                                                                             | Wohnhaus                                                                             | Jakobihofe Kesselstraße 33 Karte                               | |                                                                                       | 05.11.1986               | 403             |
|                                                                                      |                                                                                      | Jakobihofe Kesselstraße 41 Karte                               | | 1905                                                                                  | 08.11.2017               | 697             |
| Wohnhaus                                                                             | Wohnhaus                                                                             | Osthofe Kleine Osthofe 2 Karte                                 | Fachwerkgebäude | 18. Jahrhundert                                                                       | 18.07.1985               | 7               |
| Wohnhaus                                                                             | Wohnhaus                                                                             | Osthofe Kleine Osthofe 3 Karte                                 | | 2. Hälfte 19. Jh.                                                                     | 18.07.1985               | 8               |
| Wohnhaus                                                                             | Wohnhaus                                                                             | Osthofe Kleine Osthofe 4 Karte                                 | | spätes 18. Jh.                                                                        | 18.07.1985               | 9               |
| Wohnhaus                                                                             | Wohnhaus                                                                             | Osthofe Kleine Osthofe 5 Karte                                 | | um 1850                                                                               | 18.07.1985               | 10              |
| Wohnhaus                                                                             | Wohnhaus                                                                             | Osthofe Kleine Osthofe 6 Karte                                 | | spätes 18. Jh.                                                                        | 18.07.1985               | 11              |
| Wohnhaus                                                                             | Wohnhaus                                                                             | Osthofe Kleine Osthofe 8 Karte                                 | |                                                                                       | 16.05.1986               | 247             |
| Wohnhaus                                                                             | Wohnhaus                                                                             | Osthofe Kleine Osthofe 10 Karte                                | | Ende 18. Jh.                                                                          | 15.12.2011               | 680             |
| Wohnhaus                                                                             | Wohnhaus                                                                             | Osthofe Kleine Osthofe 13 Karte                                | | um 1840                                                                               | 18.07.1985               | 12              |
| Wohnhaus                                                                             | Wohnhaus                                                                             | Osthofe Kleine Osthofe 14 Karte                                | | Anno 1670                                                                             | 18.07.1985               | 13              |
| Wohnhaus                                                                             | Wohnhaus                                                                             | Osthofe Kleine Osthofe 15 Karte                                | | Mitte 19. Jh.                                                                         | 18.07.1985               | 14              |
| Wohnhaus                                                                             | Wohnhaus                                                                             | Osthofe Kleine Osthofe 16 Karte                                | Fachwerkgebäude | 19. Jh.                                                                               | 18.07.1985               | 15              |
| Wohnhaus                                                                             | Wohnhaus                                                                             | Osthofe Kleine Osthofe 34+36 Karte                             | | 1903                                                                                  | 18.07.1985               | 16              |
| Wohnhaous                                                                            | Wohnhaous                                                                            | Osthofe Kleine Osthofe 38+40 Karte                             | | 1913                                                                                  | 18.07.1985               | 17              |
| Wohnhaus                                                                             | Wohnhaus                                                                             | Osthofe Kleine Osthofe 48 Karte                                | | frühe 2. Hälfte 19. Jh.                                                               | 18.07.1985               | 18              |
| Wohnhaus                                                                             | Wohnhaus                                                                             | Thomähofe Klosterstraße 3 Karte                                | |                                                                                       | 31.01.1986               | 170             |
| weitere Bilder                                                                       | Minoriten-Kloster                                                                    | Thomähofe Klosterstraße 8 Karte                                | | 2. Hälfte 12. Jh.                                                                     | 16.06.1986               | 356             |
| BW                                                                                   | Wohnhaus                                                                             | Nordhofe Kohlbrink 3 Karte                                     | |                                                                                       | 31.01.1986               | 171             |
| BW                                                                                   | Wohnhaus                                                                             | Nordhofe Kohlbrink 5 Karte                                     | |                                                                                       | 31.12.1986 (31.01.1986?) | 172             |
| BW                                                                                   | Wohnhaus                                                                             | Nordhofe Kohlbrink 9 Karte                                     | |                                                                                       | 31.01.1986               | 173             |
| BW                                                                                   | Wohn- und Geschäftshaus                                                              | Nordhofe Kohlbrink 11 Karte                                    | |                                                                                       | 31.01.1986               | 174             |
| Wohnhaus                                                                             | Wohnhaus                                                                             | Westhofe Kubachsgasse 2 Karte                                  | |                                                                                       | 16.06.1986               | 316             |
| BW                                                                                   | K 36                                                                                 | Jakobihofe Kungelmarkt 4 Karte                                 | |                                                                                       | 18.07.1985               | 42              |
| BW                                                                                   | K 37                                                                                 | Jakobihofe Kungelmarkt 6 Karte                                 | |                                                                                       | 18.07.1985               | 41              |
| Wohnhaus                                                                             | Wohnhaus                                                                             | Jakobihofe Lange Gasse 2 Karte                                 | |                                                                                       | 24.09.1987               | 545             |
| Wohnhaus                                                                             | Wohnhaus                                                                             | Jakobihofe Lange Gasse 4 Karte                                 | |                                                                                       | 24.09.1987               | 546             |
| Wohnhaus                                                                             | Wohnhaus                                                                             | Jakobihofe Lange Gasse 6 Karte                                 | |                                                                                       | 24.09.1987               | 547             |
| Wohnhaus                                                                             | Wohnhaus                                                                             | Jakobihofe Lange Gasse 6a Karte                                | |                                                                                       | 24.09.1987               | 548             |
| Wohnhaus                                                                             | Wohnhaus                                                                             | Westhofe Lavauengasse 3 Karte                                  | | 1794                                                                                  | 16.06.1986               | 317             |
| Wohnhaus                                                                             | Wohnhaus                                                                             | Westhofe Lavauengasse 9 Karte                                  | |                                                                                       | 16.06.1986               | 318             |
| BW                                                                                   | Wohn- und Geschäftshaus                                                              | Westhofe Leckgadumstraße 5 Karte                               | |                                                                                       | 25.09.1985               | 96              |
| Wohnhaus                                                                             | Wohnhaus                                                                             | Westhofe Leckgadumstraße 20 Karte                              | |                                                                                       | 16.05.1986               | 248             |
| Wohnhaus                                                                             | Wohnhaus                                                                             | Westhofe Leckgadumstraße 30 Karte                              | |                                                                                       | 16.05.1986               | 249             |
| Wohnhaus                                                                             | Wohnhaus                                                                             | Westhofe Leckgadumstraße 32 Karte                              | |                                                                                       | 16.05.1986               | 250             |
| Wohnhaus                                                                             | Wohnhaus                                                                             | Westhofe Leckgadumstraße 33 Karte                              | |                                                                                       | 16.05.1986               | 251             |
| Wohnhaus                                                                             | Wohnhaus                                                                             | Westhofe Leckgadumstraße 35 Karte                              | |                                                                                       | 16.05.1986               | 252             |
| BW                                                                                   | Wohnhaus                                                                             | Thomähofe Lütgen Grandweg 12 Karte                             | |                                                                                       | 31.01.1986               | 175             |
| BW                                                                                   | Wohnhaus – ehemaliger Adelssitz                                                      | Thomähofe Lütgen Grandweg 13 Karte                             | Von Walrabenscher Hof |                                                                                       | 31.01.1986               | 176             |
| Wohnhaus                                                                             | Wohnhaus                                                                             | Nordhofe Magazingasse 2 Karte                                  | |                                                                                       | 31.01.1986               | 177             |
| BW                                                                                   | Wohnhaus                                                                             | Jakobihofe Mariengasse 1 Karte                                 | |                                                                                       | 09.04.1987               | 493             |
| BW                                                                                   | Wohn- und Geschäftshaus                                                              | Jakobihofe Mariengasse 2 Karte                                 | |                                                                                       | 24.09.1987               | 549             |
| weitere Bilder                                                                       | Wohn- und Geschäftshaus                                                              | Nordhofe Markt 6 Karte                                         | Stammhaus der Bäckerei Haverland |                                                                                       | 05.11.1986               | 404             |
| Wohn- und Geschäftshaus                                                              | Wohn- und Geschäftshaus                                                              | Nordhofe Markt 7 Karte                                         | |                                                                                       | 05.11.1986               | 405             |
| weitere Bilder                                                                       | Wohn- und Geschäftshaus                                                              | Nordhofe Markt 8 Karte                                         | Der Engel der Engel-Apotheke |                                                                                       | 05.11.1986               | 406             |
| weitere Bilder                                                                       | Wohn- und Geschäftshaus                                                              | Nordhofe Markt 9 Karte                                         | |                                                                                       | 05.11.1986               | 407             |
| weitere Bilder                                                                       | Wohn- und Geschäftshaus                                                              | Nordhofe Markt 10 Karte                                        | Fachwerkgebäude (das linke Gebäude im Bild) |                                                                                       | 05.11.1986               | 408             |
| weitere Bilder                                                                       | Geschäftshaus – Wilder Mann                                                          | Nordhofe Markt 11 Karte                                        | Fachwerkgebäude (das rechte Gebäude im Bild). Das stattliche, viergeschossige Gebäude besteht aus zwei unterschiedlich großen Hausteilen, die durch eine Doppelgiebelfront vereinheitlicht sind. Im 17. Jahrhundert wurden die beiden Dielen mit neuen Wänden ummauert. Dabei wurden die Konstruktion der darüber liegenden Speicherstöcke und des Daches weitgehend erhalten. In der zweiten Hälfte des 19. Jahrhunderts wurde eine umfassende und tiefgreifende Umbaumaßnahme vorgenommen. Seit dieser Zeit dient das Gebäude als Traditionsgaststätte Im wilden Mann. | ab 1511                                                                               | 05.11.1986               | 409             |
| weitere Bilder                                                                       | Wohn- und Geschäftshaus                                                              | Nordhofe Markt 12 Karte                                        | Fachwerkgebäude |                                                                                       | 05.11.1986               | 410             |
| weitere Bilder                                                                       | Geschäftshaus                                                                        | Nordhofe Markt 14 Karte                                        | |                                                                                       | 05.11.1986               | 411             |
| weitere Bilder                                                                       | Freiligrath-Gedenkbrunnen                                                            | Jakobihofe Marktstraße Karte                                   | |                                                                                       | 18.07.1985               | 68              |
| Wohn- und Geschäftshaus                                                              | Wohn- und Geschäftshaus                                                              | Jakobihofe Marktstraße 1 Karte                                 | Fachwerkgebäude |                                                                                       | 05.11.1986               | 412             |
| BW                                                                                   | Wohn- und Geschäftshaus                                                              | Jakobihofe Marktstraße 5 Karte                                 | |                                                                                       | 05.11.1986               | 416             |
| weitere Bilder                                                                       | Wohn- und Geschäftshaus Haus Husemeyer oder auch Kuhfuß genannt.                     | Jakobihofe Marktstraße 7 Karte                                 | Umstrittenes Baudenkmal z. T. mit Propagandamotiven des 3. Reiches an Zierbalken und Knaggen. z.B. Teufelsfratze Churchill schickt Kampfflugzeuge und wird vom Deutschen Drachen vernichtet, Hakenkreuz und Motiven zu „Wehrgedanke“, „Muttertum“ und „Opferbereitschaft“. Angefertigt wurden sie von Fritz Viegener. | 1941                                                                                  | 05.11.1986               | 417             |
| Wohn- und Geschäftshaus                                                              | Wohn- und Geschäftshaus                                                              | Jakobihofe Marktstraße 8 Karte                                 | |                                                                                       | 09.04.1987               | 494             |
| weitere Bilder                                                                       | Wohn- und Geschäftshaus                                                              | Jakobihofe Marktstraße 11 Karte                                | |                                                                                       | 09.04.1987               | 495             |
| Wohn- und Geschäftshaus                                                              | Wohn- und Geschäftshaus                                                              | Jakobihofe Marktstraße 13 Karte                                | |                                                                                       | 02.04.1987               | 496             |
| Wohn- und Geschäftshaus                                                              | Wohn- und Geschäftshaus                                                              | Jakobihofe Marktstraße 19a Karte                               | |                                                                                       | 09.04.1987               | 497             |
| Geschäftshaus                                                                        | Geschäftshaus                                                                        | Jakobihofe Marktstraße 20a Karte                               | |                                                                                       | 09.04.1987               | 498             |
| weitere Bilder                                                                       | Wohnhaus                                                                             | Westhofe Niedergasse 2 Karte                                   | |                                                                                       | 05.11.1986               | 418             |
| Wohnhaus                                                                             | Wohnhaus                                                                             | Westhofe Nötten-Brüder-Wallstraße 9 Karte                      | |                                                                                       | 16.05.1986               | 253             |
| Wohnhaus                                                                             | Wohnhaus                                                                             | Westhofe Nötten-Brüder-Wallstraße 13 Karte                     | |                                                                                       | 16.05.1986               | 254             |
| Wohnhaus                                                                             | Wohnhaus                                                                             | Westhofe Nöttenstraße 8 Karte                                  | |                                                                                       | 16.06.1986               | 319             |
| Wohnhaus                                                                             | Wohnhaus                                                                             | Westhofe Nöttenstraße 11 Karte                                 | |                                                                                       | 16.06.1986               | 320             |
| Wohnhaus                                                                             | Wohnhaus                                                                             | Westhofe Nöttenstraße 13 Karte                                 | |                                                                                       | 16.06.1986               | 321             |
| Wohnhaus                                                                             | Wohnhaus                                                                             | Westhofe Nöttenstraße 15 Karte                                 | |                                                                                       | 16.06.1986               | 322             |
| Wohnhaus                                                                             | Wohnhaus                                                                             | Westhofe Nöttenstraße 17 Karte                                 | |                                                                                       | 16.06.1986               | 323             |
| und Geschäftshaus                                                                    | und Geschäftshaus                                                                    | Westhofe Nöttenstraße 18 Karte                                 | |                                                                                       | 21.11.1988               | 586             |
| BW                                                                                   | Büro- und Wohnhaus                                                                   | Westhofe Nöttenstraße 19 Karte                                 | | um 1820                                                                               | 18.07.1985               | 36              |
| Wohnhaus                                                                             | Wohnhaus                                                                             | Westhofe Nöttenstraße 22 Karte                                 | Fachwerkgebäude |                                                                                       | 12.06.1986 (16.06.1986?) | 324             |
| Wohnhaus                                                                             | Wohnhaus                                                                             | Westhofe Nöttenstraße 24 Karte                                 | |                                                                                       | 16.06.1986               | 325             |
| Wohnhaus                                                                             | Wohnhaus                                                                             | Westhofe Nöttenstraße 26 Karte                                 | |                                                                                       | 16.06.1986               | 326             |
| Wohn- und Geschäftshaus                                                              | Wohn- und Geschäftshaus                                                              | Westhofe Nöttenstraße 27 Karte                                 | |                                                                                       | 16.06.1986               | 327             |
| Geschäftshaus – Amtsgericht                                                          | Geschäftshaus – Amtsgericht                                                          | Westhofe Nöttenstraße 28 Karte                                 | | um 1876                                                                               | 07.03.1985               | 2               |
| Wohn- und Geschäftshaus, ehemals von Dolffscher Hof                                  | Wohn- und Geschäftshaus, ehemals von Dolffscher Hof                                  | Westhofe Nöttenstraße 29 Karte                                 | Der ehemalige Patrizierhof steht auf einem weitläufigen Wohnplatz. Die Anlage besteht aus dem Wohnhaus, einem Gartenhaus und einer Scheune mit Anbau. Das massive Erdgeschoss des Wohnhauses war ursprünglich befahrbar. Das Fachwerkgeschoß und die Giebel kragen vor, die Füllhölzer sind beschnitzt. Die Scheune ist mit 1670 bezeichnet. Die Fassade ist symmetrisch gestaltet. Das in Stein gemauerte Gartenhaus wurde im 18. Jahrhundert auf quadratischem Grundriss errichtet, es ist mit einem Walmdach gedeckt. | Das Haupthaus ging aus einem Umbau in der zweiten Hälfte des 17. Jahrhunderts hervor. | 16.06.1986               | 328             |
| Teehäuschen                                                                          | Teehäuschen                                                                          | Westhofe Nöttenstraße 29a Karte                                | |                                                                                       | 16.06.1986               | 329             |
| Wohnhaus                                                                             | Wohnhaus                                                                             | Westhofe Nöttenstraße 29b Karte                                | Das "unbezahlbare" Haus von Hugo Kükelhaus, heute Sitz der Hugo Kükelhaus Gesellschaft Soest und Kükelhaus-Museum. |                                                                                       | 16.06.1986               | 330             |
| Wohn- und Geschäftshaus                                                              | Wohn- und Geschäftshaus                                                              | Westhofe Nöttenstraße 29c Karte                                | |                                                                                       | 16.06.1986               | 331             |
| Wohn- und Geschäftshaus                                                              | Wohn- und Geschäftshaus                                                              | Westhofe Nöttenstraße 30 Karte                                 | |                                                                                       | 09.04.1987               | 499             |
| Haustür mit Oberlicht und Freitreppe                                                 | Haustür mit Oberlicht und Freitreppe                                                 | Westhofe Nöttenstraße 32 Karte                                 | |                                                                                       | 24.09.1987               | 550             |
| Wohn- und Geschäftshaus                                                              | Wohn- und Geschäftshaus                                                              | Westhofe Nöttentor 1 Karte                                     | | 1912                                                                                  | 09.04.1987               | 500             |
|                                                                                      |                                                                                      | Westhofe Nöttentor 2 Karte                                     | | spätes 19. Jh.                                                                        | 26.04.2017               | 694             |
|                                                                                      |                                                                                      | Westhofe Nöttentor 3 Karte                                     | | Ende 19. Jh.                                                                          | 23.02.2016               | 691             |
| Wohnhaus                                                                             | Wohnhaus                                                                             | Westhofe Nöttentor 4 Karte                                     | |                                                                                       | 25.09.1985               | 100             |
| BW                                                                                   | Wohnhaus                                                                             | Thomähofe Osthofen-Thomä-Wallstraße 6 Karte                    | | 18. Jahrhundert                                                                       | 16.05.1986               | 258             |
| BW                                                                                   | Wohnhaus                                                                             | Thomähofe Osthofen-Thomä-Wallstraße 7 Karte                    | | 18. Jahrhundert                                                                       | 16.05.1986               | 259             |
| ehemalige Befestigungsanlage                                                         | ehemalige Befestigungsanlage                                                         | Osthofe Osthofenstraße Karte                                   | |                                                                                       | 23.01.1989               | 588             |
| Wohnhaus                                                                             | Wohnhaus                                                                             | Osthofe Osthofenstraße 5 Karte                                 | |                                                                                       | 18.07.1985               | 27              |
| Wohn- und Geschäftshaus                                                              | Wohn- und Geschäftshaus                                                              | Osthofe Osthofenstraße 9 Karte                                 | Fachwerkgebäude |                                                                                       | 18.07.1985               | 28              |
| Wohnhaus                                                                             | Wohnhaus                                                                             | Osthofe Osthofenstraße 11 Karte                                | Fachwerkgebäude |                                                                                       | 18.07.1985               | 29              |
| Wohnhaus                                                                             | Wohnhaus                                                                             | Osthofe Osthofenstraße 12 Karte                                | |                                                                                       | 18.07.1985               | 63              |
| Wohnhaus                                                                             | Wohnhaus                                                                             | Osthofe Osthofenstraße 13 Karte                                | Fachwerkgebäude |                                                                                       | 18.07.1985               | 30              |
| weitere Bilder                                                                       | O 9                                                                                  | Osthofe Osthofenstraße 15 Karte                                | Fachwerkgebäude |                                                                                       | 25.09.1985               | 101             |
| BW                                                                                   | Wohn- und Geschäftshaus                                                              | Osthofe Osthofenstraße 16 Karte                                | |                                                                                       | 25.09.1985               | 102             |
| Wohnhaus                                                                             | Wohnhaus                                                                             | Osthofe Osthofenstraße 17 Karte                                | |                                                                                       | 18.07.1985               | 62              |
| BW                                                                                   | Wohnhaus                                                                             | Osthofe Osthofenstraße 18 Karte                                | |                                                                                       | 18.07.1985               | 31              |
| Wohnhaus                                                                             | Wohnhaus                                                                             | Osthofe Osthofenstraße 21 Karte                                | |                                                                                       | 18.07.1985               | 61              |
| weitere Bilder                                                                       | Wohnhaus                                                                             | Osthofe Osthofenstraße 23 Karte                                | Fachwerkgebäude |                                                                                       | 18.07.1985               | 60              |
| weitere Bilder                                                                       | Wohnhaus                                                                             | Osthofe Osthofenstraße 30 Karte                                | Fachwerkgebäude |                                                                                       | 18.07.1985               | 34              |
| BW                                                                                   | Wohnhaus                                                                             | Osthofe Osthofenstraße 32 Karte                                | |                                                                                       | 18.07.1985               | 58              |
| Wohnhaus                                                                             | Wohnhaus                                                                             | Osthofe Osthofenstraße 34 Karte                                | |                                                                                       | 18.07.1985               | 57              |
| weitere Bilder                                                                       | Wohnhaus                                                                             | Osthofe Osthofenstraße 35 Karte                                | Fachwerkgebäude | 1722                                                                                  | 18.07.1985               | 65              |
| Wohnhaus                                                                             | Wohnhaus                                                                             | Osthofe Osthofenstraße 36 Karte                                | |                                                                                       | 18.07.1985               | 59              |
| Wohnhaus                                                                             | Wohnhaus                                                                             | Osthofe Osthofenstraße 38 Karte                                | |                                                                                       | 25.09.1985               | 103             |
| weitere Bilder                                                                       | Wohnhaus                                                                             | Osthofe Osthofenstraße 39 Karte                                | |                                                                                       | 25.09.1985               | 104             |
| Wohn- und Geschäftshaus                                                              | Wohn- und Geschäftshaus                                                              | Osthofe Osthofenstraße 42 Karte                                | Fachwerkgebäude | 1693                                                                                  | 25.09.1985               | 105             |
| Wohn- und Geschäftshaus                                                              | Wohn- und Geschäftshaus                                                              | Osthofe Osthofenstraße 44 Karte                                | |                                                                                       | 30.01.1986               | 178             |
| Wohn- und Geschäftshaus                                                              | Wohn- und Geschäftshaus                                                              | Osthofe Osthofenstraße 46 Karte                                | |                                                                                       | 30.01.1986               | 179             |
| Wohn- und Geschäftshaus                                                              | Wohn- und Geschäftshaus                                                              | Osthofe Osthofenstraße 47 Karte                                | |                                                                                       | 25.09.1985               | 106             |
| weitere Bilder                                                                       | Wohnhaus – ehemaliges Hohnepfarrhaus                                                 | Osthofe Osthofenstraße 48 Karte                                | Fachwerkgebäude | 1585                                                                                  | 30.01.1986               | 180             |
| Wohnhaus                                                                             | Wohnhaus                                                                             | Osthofe Osthofenstraße 54 Karte                                | |                                                                                       | 16.05.1986               | 255             |
| Wohnhaus                                                                             | Wohnhaus                                                                             | Osthofe Osthofenstraße 55–57 Karte                             | |                                                                                       | 16.05.1986               | 256             |
| Wohn- und Geschäftshaus                                                              | Wohn- und Geschäftshaus                                                              | Osthofe Osthofenstraße 59+59a Karte                            | Fachwerkgebäude |                                                                                       | 16.05.1986               | 257             |
| Wohn- und Geschäftshaus                                                              | Wohn- und Geschäftshaus                                                              | Osthofe Osthofenstraße 63 Karte                                | Fachwerkgebäude |                                                                                       | 30.01.1986               | 181             |
| Wohnhaus                                                                             | Wohnhaus                                                                             | Osthofe Osthofenstraße 65 Karte                                | |                                                                                       | 25.09.1985               | 107             |
| weitere Bilder                                                                       | Wohnhaus                                                                             | Osthofe Osthofenstraße 67 Karte                                | Fachwerkgebäude |                                                                                       | 25.09.1985               | 108             |
| Wohnhaus                                                                             | Wohnhaus                                                                             | Osthofe Osthofenstraße 68 Karte                                | |                                                                                       | 25.09.1985               | 109             |
| Wohnhaus                                                                             | Wohnhaus                                                                             | Osthofe Osthofenstraße 69 Karte                                | |                                                                                       | 25.09.1985               | 110             |
| Wohnhaus                                                                             | Wohnhaus                                                                             | Osthofe Osthofenstraße 71 Karte                                | Fachwerkgebäude |                                                                                       | 25.09.1985               | 111             |
| Wohnhaus                                                                             | Wohnhaus                                                                             | Osthofe Osthofenstraße 73 Karte                                | Fachwerkgebäude |                                                                                       | 25.09.1985               | 112             |
| Wohnhaus                                                                             | Wohnhaus                                                                             | Osthofe Osthofenstraße 75 Karte                                | Fachwerkgebäude |                                                                                       | 25.09.1985               | 113             |
| Wohnhaus                                                                             | Wohnhaus                                                                             | Paulihofe Paulistraße 1a Karte                                 | |                                                                                       | 16.06.1986               | 332             |
| Wohn- und Geschäftshaus                                                              | Wohn- und Geschäftshaus                                                              | Jakobihofe Paulistraße 2 Karte                                 | |                                                                                       | 24.09.1987               | 551             |
| Wohnhaus                                                                             | Wohnhaus                                                                             | Paulihofe Paulistraße 3 Karte                                  | |                                                                                       | 16.06.1986               | 333             |
| Wohn- und Geschäftshaus                                                              | Wohn- und Geschäftshaus                                                              | Paulihofe Paulistraße 6 Karte                                  | |                                                                                       | 16.06.1986               | 334             |
| Wohnhaus                                                                             | Wohnhaus                                                                             | Paulihofe Paulistraße 8 Karte                                  | |                                                                                       | 30.01.1986               | 182             |
| weitere Bilder                                                                       | Ev. Kirche St. Pauli                                                                 | Paulihofe Paulistraße 11 Karte                                 | |                                                                                       | 04.08.1986               | 366             |
| Wohnhaus                                                                             | Wohnhaus                                                                             | Paulihofe Paulistraße 12 Karte                                 | Hierbei handelt es sich um den ehemaligen Hof der Familie von Schmitz-zur Megede. Der überwiegend aus Stein gebaute Stadthof steht auf einem großen Grundstück hinter Mauern. | Ab dem 15. Jahrhundert.                                                               | 16.06.1986               | 335             |
| Wohnhaus                                                                             | Wohnhaus                                                                             | Paulihofe Paulistraße 15 Karte                                 | |                                                                                       | 16.06.1986               | 336             |
| Geschäftshaus                                                                        | Geschäftshaus                                                                        | Paulihofe Paulistraße 16 Karte                                 | |                                                                                       | 16.06.1986               | 337             |
| Wohnhaus                                                                             | Wohnhaus                                                                             | Paulihofe Paulistraße 18 Karte                                 | |                                                                                       | 24.09.1987               | 552             |
| Wohnhaus                                                                             | Wohnhaus                                                                             | Paulihofe Paulistraße 20 Karte                                 | |                                                                                       | 15.11.1996               | 628             |
| Wohnhaus                                                                             | Wohnhaus                                                                             | Paulihofe Paulistraße 21 Karte                                 | |                                                                                       | 16.06.1986               | 338             |
| Wohnhaus                                                                             | Wohnhaus                                                                             | Paulihofe Paulistraße 23 Karte                                 | |                                                                                       | 16.06.1986               | 339             |
| Wohnhaus                                                                             | Wohnhaus                                                                             | Paulihofe Paulistraße 28 Karte                                 | |                                                                                       | 16.06.1986               | 340             |
| Wohnhaus                                                                             | Wohnhaus                                                                             | Paulihofe Paulistraße 30 Karte                                 | |                                                                                       | 16.06.1986               | 341             |
| Wohnhaus                                                                             | Wohnhaus                                                                             | Paulihofe Paulistraße 34 Karte                                 | |                                                                                       | 16.06.1986               | 342             |
| Wohnhaus                                                                             | Wohnhaus                                                                             | Paulihofe Paulistraße 40 Karte                                 | |                                                                                       | 18.07.1985               | 55              |
| Wohnhaus                                                                             | Wohnhaus                                                                             | Paulihofe Paulistraße 42 Karte                                 | |                                                                                       | 16.06.1986               | 343             |
| Wohnhaus                                                                             | Wohnhaus                                                                             | Paulihofe Paulistraße 44 Karte                                 | |                                                                                       | 16.06.1986               | 344             |
| weitere Bilder                                                                       | Ev. Kirche St. Petri                                                                 | Jakobihofe Petrikirche 1 Karte                                 | |                                                                                       | 04.08.1986               | 367             |
| BW                                                                                   | Wohn- und Geschäftshaus                                                              | Jakobihofe Petrikirchhof 2 Karte                               | Großes, zweigeschossiges Fachwerk-Traufenhaus mit querliegendem, tonnengewölbten Keller unter der rechten Haushälfte. Fassade verputzt. Fachwerk nur an der Rückseite freiliegend. Wandgefüge mit geraden Fußstreben ausgesteift. Rest des Giebeldreiecks an der Seite über Stichbalken vorkragend. Im Kern stammt das Gebäude aus dem ausgehenden 17. Jahrhundert und wurde wohl nach dem Stadtbrand von 1696 errichtet. 1883 wurde es im Inneren und an der Fassade stark verändert; nochmalige Veränderung der Fassade nach dem 2. Weltkrieg. | errichtet im ausgehenden 17. Jahrhundert                                              | 24.09.1987               | 553             |
| Wohnhaus                                                                             | Wohnhaus                                                                             | Jakobihofe Petrikirchhof 3, 3a Karte                           | |                                                                                       | 09.04.1987               | 501             |
|                                                                                      | Wohn- und Geschäftshaus                                                              | Jakobihofe Petrikirchhof                                       | |                                                                                       | 09.04.1987               | 502             |
| Wohn- und Geschäftshaus                                                              | Wohn- und Geschäftshaus                                                              | Jakobihofe Petrikirchhof 6 Karte                               | |                                                                                       | 24.09.1987               | 554             |
| Wohn- und Geschäftshaus                                                              | Wohn- und Geschäftshaus                                                              | Jakobihofe Petrikirchhof 7 Karte                               | | 1799                                                                                  | 09.04.1987               | 503             |
| weitere Bilder                                                                       | Haus im Herten                                                                       | Jakobihofe Petrikirchhof 8 Karte                               | Das dreigeschossige Haus ist zum Kirchhof hin giebelständig. Die beiden unteren in Stein gemauerten Geschosse wurden um 1200 gemauert. Das Fachwerkobergeschoss springt auf Knaggen vor, es ist mit 1574 bezeichnet. Die Fußbänder sind mit Fächerrosetten beschnitzt, die Kopfbänder sind verdeckt. Das Giebeldreieck entstand im 17. bis 18. Jahrhundert. Die ursprüngliche Raumaufteilung ist nicht überliefert. | ab etwa 1200, bzw. 1574 laut Bezeichnung/Denkmalliste                                 | 09.04.1987               | 504             |
| Hohes Hospital                                                                       | Hohes Hospital                                                                       | Jakobihofe Petristraße – Pfalz bei St. Petri Karte             | | 10. Jh.                                                                               | 15.01.1985               | 1               |
| BW                                                                                   | Wohn- und Geschäftshaus, Pesel                                                       | Jakobihofe Petristraße 3 Karte                                 | |                                                                                       | 09.04.1987               | 505             |
| BW                                                                                   | Wohn- und Geschäftshaus                                                              | Jakobihofe Petristraße 5 Karte                                 | |                                                                                       | 09.04.1987               | 506             |
| Wohnhaus                                                                             | Wohnhaus                                                                             | Paulihofe Pollhofstraße 5 Karte                                | |                                                                                       | 24.09.1987               | 555             |
| Wohnhaus – heute Romanisches Haus                                                    | Wohnhaus – heute Romanisches Haus                                                    | Paulihofe Pollhofstraße 23 Karte                               | | um 1200                                                                               | 09.04.1987               | 465             |
| Wohnhaus                                                                             | Wohnhaus                                                                             | Paulihofe Pollhofstraße 24 Karte                               | |                                                                                       | 24.09.1987               | 556             |
| Wohnhaus                                                                             | Wohnhaus                                                                             | Westhofe Postgasse 4 Karte                                     | |                                                                                       | 05.11.1986               | 419             |
| Wohnhaus                                                                             | Wohnhaus                                                                             | Westhofe Postgasse 6 Karte                                     | ehemalige Remise | 1904/05                                                                               | 24.09.1987               | 557             |
| Geschäftshaus                                                                        | Geschäftshaus                                                                        | Westhofe Postgasse 10 Karte                                    | Fachwerkgebäude, ehemalige Scheune | 18./19. Jahrhundert                                                                   | 05.11.1986               | 420             |
| Wohn- und Geschäftshaus                                                              | Wohn- und Geschäftshaus                                                              | Paulihofe Potsdamer Platz 3 Karte                              | |                                                                                       | 24.09.1987               | 569             |
| BW                                                                                   | Wohnhaus                                                                             | Thomähofe Predigergasse 1 Karte                                | | Mitte 19. Jh.                                                                         | 15.12.2011               | 681             |
| Wohnhaus                                                                             | Wohnhaus                                                                             | Westhofe Quadegasse 1 Karte                                    | Fachwerkgebäude | 19. Jahrhundert                                                                       | 16.06.1986               | 345             |
| Wohnhaus                                                                             | Wohnhaus                                                                             | Westhofe Quadegasse 3 Karte                                    | Fachwerkgebäude | 19. Jahrhundert                                                                       | 16.06.1986               | 346             |
| weitere Bilder                                                                       | Ressource                                                                            | Osthofe Rathausstraße 1 Karte                                  | errichtet als Gesellschaftshaus der „Ressourcengesellschaft“ (eine gesellige Vereinigung), heute „Ratskeller St. Georg“ | 1823–1825                                                                             | 18.07.1985               | 40              |
| weitere Bilder                                                                       | Postamt Soest – Hauptgebäude                                                         | Jakobihofe Rathausstraße 8 Karte                               | 1887 / 1888 |                                                                                       | 08.08.1986               | 369             |
| weitere Bilder                                                                       | Rathaus-W                                                                            | Osthofe Rathausstraße 9 Karte                                  | |                                                                                       | 09.04.1987               | 508             |
| weitere Bilder                                                                       | St. Patrokli (Dom)                                                                   | Thomähofe Rathausstraße 11 Karte                               | | 2. Hälfte 10. Jh.                                                                     | 16.06.1986               | 358             |
| weitere Bilder                                                                       | Wohn- und Geschäftshaus                                                              | Thomähofe Rathausstraße 17 Karte                               | | 1914                                                                                  | 24.09.1987               | 559             |
|                                                                                      | Schmiedeeiserner Ausleger                                                            | Osthofe Ressourcengasse 3                                      | |                                                                                       | 24.09.1987               | 558             |
|                                                                                      | Geschäftshaus                                                                        | Osthofe Ressourcengasse 6                                      | |                                                                                       | 09.04.1987               | 442             |
| Wohnhaus                                                                             | Wohnhaus                                                                             | Nordhofe Ritterstraße 3 Karte                                  | |                                                                                       | 02.09.1992               | 602             |
| BW                                                                                   | Wohnhaus                                                                             | Nordhofe Romhofsgasse 2+4 Karte                                | Fachwerkgebäude | 18. oder 19. Jahrhundert                                                              | 16.05.1986               | 260             |
| BW                                                                                   | Wohnhaus                                                                             | Nordhofe Romhofsgasse 8+10 Karte                               | Fachwerkgebäude | 18. oder 19. Jahrhundert                                                              | 16.05.1986               | 261             |
| BW                                                                                   | Wohnhaus                                                                             | Nordhofe Romhofsgasse 12 Karte                                 | Fachwerkgebäude | 18. oder 19. Jahrhundert                                                              | 16.05.1986               | 262             |
| Wohnhaus                                                                             | Wohnhaus                                                                             | Nordhofe Romhofsgasse 14 Karte                                 | Fachwerkgebäude | 18. oder 19. Jahrhundert                                                              | 16.05.1986               | 263             |
| weitere Bilder                                                                       | Wohn- und Geschäftshaus – Haus zur Rose                                              | Westhofe Rosenstraße 2 (Marktstraße 8a) Karte                  | Wohnhaus des Soester Dichters Freiligrath. Das Renaissance-Fachwerkhaus mit den üppigen Zierschnitzereien wurde Ende des 16. Jahrhunderts errichtet. Es gehörte einen reichen Kaufmann. Die aufwändigen Verzierungen zeugen vom Repräsentationswillen seiner Erbauer. |                                                                                       | 05.11.1986               | 421             |
| Wohn- und Geschäftshaus                                                              | Wohn- und Geschäftshaus                                                              | Westhofe Rosenstraße 4 Karte                                   | Altstadt Café, Geburtshaus von Wilhelm Morgner. |                                                                                       | 05.11.1986               | 422             |
| Wohnhaus                                                                             | Wohnhaus                                                                             | Westhofe Rosenstraße 6 Karte                                   | Fachwerkgebäude |                                                                                       | 05.11.1986               | 423             |
| Wohnhaus                                                                             | Wohnhaus                                                                             | Soest Rosenstraße 7 Karte                                      | |                                                                                       | 18.07.1985               | 39              |
| Wohnhaus                                                                             | Wohnhaus                                                                             | Soest Rosenstraße 8 Karte                                      | Fachwerkgebäude | 1870                                                                                  | 18.07.1985               | 38              |
| Wohnhaus – Villa Sternberg                                                           | Wohnhaus – Villa Sternberg                                                           | Westhofe Roßkampffsgasse 6 Karte                               | Fabrikantenvilla im Bauhausstil. | 1927                                                                                  | 16.06.1986               | 347             |
| Wohn- und Geschäftshaus                                                              | Wohn- und Geschäftshaus                                                              | Westhofe Sandwelle 3 Karte                                     | Fachwerkgebäude | Ende 17. Jahrhundert                                                                  | 05.11.1986               | 425             |
| BW                                                                                   | Portal-Vorbau                                                                        | Westhofe Sandwelle 14 Karte                                    | | 1903                                                                                  | 24.09.1987               | 560             |
| Wohnhaus                                                                             | Wohnhaus                                                                             | Westhofe Schonekindstraße 11 Karte                             | |                                                                                       | 16.06.1986               | 348             |
| Wohnhaus                                                                             | Wohnhaus                                                                             | Westhofe Schonekindstraße 12 Karte                             | |                                                                                       | 16.06.1986               | 349             |
| Wohnhaus                                                                             | Wohnhaus                                                                             | Westhofe Schonekindstraße 13 Karte                             | |                                                                                       | 09.04.1987               | 509             |
| BW                                                                                   | Patroklischule                                                                       | Westhofe Schonekindstraße 17 Karte                             | | 1928/29                                                                               | 09.04.1987               | 510             |
| Wohnhaus                                                                             | Wohnhaus                                                                             | Westhofe Schonekindstraße 19 Karte                             | |                                                                                       | 16.06.1986               | 350             |
| Wohnhaus                                                                             | Wohnhaus                                                                             | Westhofe Schonekindstraße 23 Karte                             | |                                                                                       | 16.06.1986               | 351             |
| Lentscher Hof                                                                        | Lentscher Hof                                                                        | Westhofe Schonekindstraße 29 Karte                             | |                                                                                       | 16.06.1986               | 352             |
| weitere Bilder                                                                       | Ev. Brunsteinkapelle                                                                 | Westhofe Schonekindstraße 32 Karte                             | Das Gebäude steht in der Schonekindstraße und wird derzeit als Atelier und Ausstellungsraum genutzt. Das (Vorgänger?-)Gebäude wurde vermutlich in der zweiten Hälfte des 12. Jahrhunderts von der Familie Brunstein genannt Schonekind gestiftet. Die Kapelle wurde 1225 erstmals urkundlich erwähnt. | 14./15. Jahrhundert                                                                   | 04.08.1986               | 362             |
| BW                                                                                   | Wohnhaus                                                                             | Westhofe Schonekindstraße 33 Karte                             | |                                                                                       | 16.05.1986               | 264             |
| Wohnhaus                                                                             | Wohnhaus                                                                             | Westhofe Schonekindstraße 36 Karte                             | |                                                                                       | 16.06.1986               | 353             |
| Wohnhaus                                                                             | Wohnhaus                                                                             | Nordhofe Schültingerstraße 1 Karte                             | Fachwerkgebäude | 1878                                                                                  | 24.09.1987               | 561             |
| Wohnhaus                                                                             | Wohnhaus                                                                             | Paulihofe Schüngelgasse 1 Karte                                | | um 1850                                                                               | 16.05.1986               | 265             |
| BW                                                                                   | Wohnhaus                                                                             | Nordhofe Schwarzeborngasse 7 Karte                             | Fachwerkgebäude | 18. und 19. Jh.                                                                       | 05.11.1986               | 438             |
| BW                                                                                   | Wohnhaus                                                                             | Nordhofe Schwarzeborngasse 9 Karte                             | Fachwerkgebäude | 18. und 19. Jh.                                                                       | 05.11.1986               | 439             |
| BW                                                                                   | Wohnhaus                                                                             | Osthofe Severinstraße 9 Karte                                  | |                                                                                       | 30.01.1986               | 183             |
| Stadtbücherei                                                                        | Stadtbücherei                                                                        | Osthofe Severinstraße 10 Karte                                 | | 1969                                                                                  | 21.07.2002               | 629             |
| BW                                                                                   | Wohn- und Geschäftshaus                                                              | Osthofe Siechenstraße 1 Karte                                  | Fachwerkgebäude | 18./19. Jahrhundert                                                                   | 25.09.1985               | 114             |
| Wohnhaus                                                                             | Wohnhaus                                                                             | Osthofe Siechenstraße 2 Karte                                  | Fachwerkgebäude | 18./19. Jahrhundert                                                                   | 25.09.1985               | 115             |
| BW                                                                                   | Wohnhaus                                                                             | Osthofe Siechenstraße 3 Karte                                  | Fachwerkgebäude, ehemaliges „Siechenhaus“ mit älterem Kern (gestiftet 1430, bis 1890 als Krankenhaus genutzt) | 18./19. Jahrhundert                                                                   | 09.04.1987               | 511             |
| BW                                                                                   | Schulgebäude                                                                         | Osthofe Siechenstraße 9 Karte                                  | | 1886                                                                                  | 15.12.2011               | 682             |
| Wohn- und Geschäftshaus                                                              | Wohn- und Geschäftshaus                                                              | Westhofe Steingraben 1 Karte                                   | |                                                                                       | 05.11.1986               | 413             |
| Hinterhaus                                                                           | Hinterhaus                                                                           | Westhofe Steingraben 1 Karte                                   | |                                                                                       | 05.11.1986               | 414             |
| Gartenhaus                                                                           | Gartenhaus                                                                           | Westhofe Steingraben 1 Karte                                   | |                                                                                       | 05.11.1986               | 415             |
| Freitreppe und Portal                                                                | Freitreppe und Portal                                                                | Westhofe Steingraben 3 Karte                                   | |                                                                                       | 05.11.1986               | 426             |
| Wohnhaus                                                                             | Wohnhaus                                                                             | Westhofe Steingraben 7 Karte                                   | |                                                                                       | 05.11.1986               | 427             |
| Wohnhaus mit Nebengebäuden                                                           | Wohnhaus mit Nebengebäuden                                                           | Westhofe Steingraben 10 Karte                                  | Der Hof von Friesenhausen steht auf einem ummauerten Grundstück, das durch ein schmiedeeisernes Tor in barocken Formen erschlossen ist. Der verputzte Massivbau zu neun Achsen ist mit einem Walmdach gedeckt, er steht auf einem Kellersockel. Die mittigen Eingänge sind durch Freitreppen erschlossen. Neben einem ovalen Fenster stehen im vorderen Giebel zwei gefasste Krieger aus Eichenholz, sie tragen römische Tracht. Im Giebel sind ein Aufzugsbalken und eine Luke erhalten. | um 1720                                                                               | 05.11.1986               | 428             |
| Wohnhaus                                                                             | Wohnhaus                                                                             | Westhofe Steingraben 17 Karte                                  | |                                                                                       | 25.09.1985               | 116             |
| Wohnhaus                                                                             | Wohnhaus                                                                             | Westhofe Steingraben 19 Karte                                  | |                                                                                       | 25.09.1985               | 117             |
| Wohnhaus                                                                             | Wohnhaus                                                                             | Westhofe Steingraben 20 Karte                                  | |                                                                                       | 05.11.1986               | 429             |
| BW                                                                                   | Wohnhaus                                                                             | Nordhofe Stiefernberg 5 Karte                                  | Fachwerkgebäude |                                                                                       | 16.05.1986               | 266             |
| Wohnhaus – Romhof                                                                    | Wohnhaus – Romhof                                                                    | Nordhofe Stiefernberg 7 Karte                                  | Fachwerkgebäude |                                                                                       | 16.05.1986               | 267             |
| BW                                                                                   | Wohnhaus                                                                             | Nordhofe Stiefernbergstraße 3 Karte                            | |                                                                                       | 16.05.1986               | 268             |
| Wohnhaus                                                                             | Wohnhaus                                                                             | Nordhofe Stiefernbergstraße 4 Karte                            | |                                                                                       | 16.05.1986               | 269             |
| BW                                                                                   | Wohnhaus                                                                             | Nordhofe Stiefernbergstraße 4a Karte                           | |                                                                                       | 16.05.1986               | 270             |
| BW                                                                                   | Wohnhaus                                                                             | Nordhofe Stiefernbergstraße 4b Karte                           | |                                                                                       | 16.05.1986               | 271             |
| BW                                                                                   | Wohnhaus                                                                             | Nordhofe Stiefernbergstraße 4c Karte                           | |                                                                                       | 16.05.1986               | 272             |
| BW                                                                                   | Wohnhaus                                                                             | Nordhofe Stiefernbergstraße 6 Karte                            | |                                                                                       | 16.05.1986               | 273             |
| BW                                                                                   | Haustür mit Rahmung                                                                  | Nordhofe Stiftstraße 5 Karte                                   | |                                                                                       | 24.09.1987               | 562             |
| Wohn- und Geschäftshaus                                                              | Wohn- und Geschäftshaus                                                              | Nordhofe Stiftstraße 7 Karte                                   | |                                                                                       | 16.05.1986               | 274             |
| BW                                                                                   | Wohnhaus                                                                             | Nordhofe Stiftstraße 8 Karte                                   | |                                                                                       | 16.05.1986               | 275             |
| BW                                                                                   | Wohnhaus                                                                             | Nordhofe Stiftstraße 9 Karte                                   | |                                                                                       | 16.05.1986               | 276             |
| BW                                                                                   | Wohnhaus                                                                             | Nordhofe Stiftstraße 10 Karte                                  | |                                                                                       | 16.05.1986               | 277             |
| BW                                                                                   | Wohnhaus – ehemaliger Westf. Hof                                                     | Nordhofe Stiftstraße 26 Karte                                  | Massivbau | 1890                                                                                  | 16.05.1986               | 278             |
| BW                                                                                   | Wohnhaus                                                                             | Nordhofe Stiftstraße 34 Karte                                  | |                                                                                       | 25.09.1985               | 118             |
| BW                                                                                   | Wohnhaus                                                                             | Nordhofe Stiftstraße 36 Karte                                  | |                                                                                       | 25.09.1985               | 119             |
| Portalgewände                                                                        | Portalgewände                                                                        | Nordhofe Stiftstraße 55 Karte                                  | | 1576                                                                                  | 29.12.1994               | 610             |
| Wohnhaus – Villa                                                                     | Wohnhaus – Villa                                                                     | Nordhofe Teichsmühlengasse 1 Karte                             | | 1900                                                                                  | 30.01.1986               | 184             |
| weitere Bilder                                                                       | Wohn- und Geschäftshaus (Teichsmühle)                                                | Nordhofe Teichsmühlengasse 3 Karte                             | Die ehemalige Teichsmühle wurde urkundlich und 1253 urkundlich erwähnt. Sie gehörte dem Patroklistift und ist als einzige der einst sechs Wassermühlen in der Stadt erhalten. Das Fachwerkhaus wurde 1938 unter dem Einfluss der Heimatschutzbewegung verändert. | 1654 bzw. 1938                                                                        | 16.06.1986               | 354             |
| Wohnhaus                                                                             | Wohnhaus                                                                             | Thomähofe Thomä-Grandweger-Wallstraße 3 Karte                  | Kleines, zweigeschossiges Fachwerk-Giebelhaus. Nur Fachwerk des Giebeldreiecks sichtbar, sonst alle Seiten des Hauses verputzt, verkleidet oder durch jüngeren Anbau verdeckt. Rechte Traufseite in Höhe des Erdgeschosses zudem in Mauerwerk ersetzt. Das Giebeldreieck über Stichbalken vorkragend. Die Stichbalkenköpfe abgerundet und Vorderflächen mit Triglyphen verziert. Zwischen den Balkenköpfen Füllhölzer eingeschoben, deren Schnitzverzierung aus einem doppelläufigen, gedrehten Band besteht, das sich aus Hohlkehlen und Perlstäben zusammensetzt. Die Schnitzverzierungen, die in Einzelheiten starke Ähnlichkeiten mit denen des Nachbarhauses Thomä-Grandweger-Wallstraße 4 von 1647 aufweisen, datieren das Gebäude ebenfalls in die Mitte des 17. Jahrhunderts. Der Bau besaß ehemals einen Steilgiebel, heute Krüppelwalm. Eine frühere Vorkragung des 1. Obergeschosses am Giebel ist anzunehmen. Der ursprüngliche innere Grundriss lässt sich bis heute gut ablesen und bestand aus einem auf der rechten Hausseite liegenden schmalen Flur, der nach hinten in die quer über die ganze Hausbreite reichende Küche mündete. Links neben dem Flur lag eine Stube zur Straße, unter der Stube der Keller. Flur und Küche waren nicht unterkellert. Diese Grundrissdisposition des 17. Jahrhunderts ist im Erdgeschoss weitgehend erhalten. Nicht ganz klar ist dagegen der alte Grundriss im Obergeschoss. Über Flur und Stube wird dort ein einzelner Raum zur Straße gelegen haben. Es ist anzunehmen, dass die Küchendecke dagegen früher etwas höher war und deshalb darüber nur eine niedrige Kammer lag. | errichtet in der Mitte des 17. Jahrhunderts                                           | 24.09.1987               | 563             |
| Wohnhaus                                                                             | Wohnhaus                                                                             | Thomähofe Thomä-Grandweger-Wallstraße 4 Karte                  | |                                                                                       | 30.01.1986               | 185             |
| Wohnhaus                                                                             | Wohnhaus                                                                             | Thomähofe Thomä-Grandweger-Wallstraße 9 Karte                  | |                                                                                       | 25.09.1985               | 120             |
| Wohnhaus                                                                             | Wohnhaus                                                                             | Thomähofe Thomä-Grandweger-Wallstraße 10 Karte                 | |                                                                                       | 25.09.1985               | 121             |
| Wohnhaus                                                                             | Wohnhaus                                                                             | Thomähofe Thomä-Grandweger-Wallstraße 11 Karte                 | |                                                                                       | 30.01.1986               | 186             |
| Wohnhaus                                                                             | Wohnhaus                                                                             | Thomähofe Thomä-Grandweger-Wallstraße 12 Karte                 | |                                                                                       | 30.01.1986               | 187             |
| Wohnhaus                                                                             | Wohnhaus                                                                             | Thomähofe Thomä-Grandweger-Wallstraße 13 Karte                 | |                                                                                       | 30.01.1986               | 188             |
| Museum                                                                               | Museum                                                                               | Thomähofe Thomästraße 1 Karte                                  | Der flache zweigeschossige Betonskelettbau mit rechteckigem Grundriss entstand in den 1960er Jahren nach Entwürfen von Rainer Schell. Er wird nach wie vor als Kunstmuseum genutzt. Im Ostteil bildeten bis zu umfangreichen Umbaumaßnahmen der Jahre 2015/16 achteckige Stützen und ein dezentraler offener Lichthof mit Wasserbecken das Sockelgeschoss. Die Fassade des Obergeschosses ist wesentlich in sich abwechselnden horizontalen Streifen aus Klinker- und Feldsteinen gestaltet, die in Teilen von großflächigen Fenstern und Feldern aus Glasbausteinen unterbrochen werden. Nur die Westfassade ist vollständig verklinkert. Eine abgestimmte Materialwahl und Formgebung prägt auch die Gestaltung der Innenräume. | 1961/1962                                                                             | 08.01.1999               | 635             |
| Remter                                                                               | Remter                                                                               | Thomähofe Thomästraße 1a Karte                                 | |                                                                                       | 25.09.1985               | 122             |
| BW                                                                                   | Wohnhaus- und Geschäftsstätte – Anno                                                 | Thomähofe Thomästraße 6 Karte                                  | |                                                                                       | 30.01.1986               | 189             |
| weitere Bilder                                                                       | Kath. Nicolaikapelle                                                                 | Thomähofe Thomästraße 7 Karte                                  | | Ende 12. Jh.                                                                          | 16.06.1986               | 359             |
| Wohn- und Geschäftshaus – Villa                                                      | Wohn- und Geschäftshaus – Villa                                                      | Thomähofe Thomästraße 8 Karte                                  | |                                                                                       | 30.01.1986               | 190             |
| Wohnhaus                                                                             | Wohnhaus                                                                             | Thomähofe Thomästraße 9 Karte                                  | |                                                                                       | 30.01.1986               | 191             |
| BW                                                                                   | Wohn- und Geschäftshaus                                                              | Thomähofe Thomästraße 11 Karte                                 | |                                                                                       | 30.01.1986               | 192             |
| Wohnhaus                                                                             | Wohnhaus                                                                             | Thomähofe Thomästraße 14 Karte                                 | | 1949/50                                                                               | 05.11.1986               | 431             |
| Wohnhaus                                                                             | Wohnhaus                                                                             | Thomähofe Thomästraße 16 Karte                                 | | 1949/50                                                                               | 10.02.1988               | 582             |
| BW                                                                                   | Wohnhaus                                                                             | Thomähofe Thomästraße 22 Karte                                 | | 1546                                                                                  | 30.01.1986               | 193             |
| BW                                                                                   | Wohnhaus                                                                             | Thomähofe Thomästraße 23 Karte                                 | |                                                                                       | 09.04.1987               | 512             |
| BW                                                                                   | Wohnhaus                                                                             | Thomähofe Thomästraße 25 Karte                                 | |                                                                                       | 30.01.1986               | 194             |
| BW                                                                                   | Wohn- und Geschäftshaus                                                              | Thomähofe Thomästraße 26 Karte                                 | | 1902                                                                                  | 16.05.1986               | 279             |
| BW                                                                                   | Bürogebäude                                                                          | Thomähofe Thomästraße 27 Karte                                 | |                                                                                       | 30.01.1986               | 195             |
| Wohnhaus                                                                             | Wohnhaus                                                                             | Thomähofe Thomästraße 30/32 Karte                              | | Kern 1927                                                                             | 25.06.2013               | 684             |
| BW                                                                                   | Eingangsportal                                                                       | Thomähofe Thomästraße 31 Karte                                 | |                                                                                       | 10.02.1988               | 581             |
| Wohn- und Geschäftshaus                                                              | Wohn- und Geschäftshaus                                                              | Thomähofe Thomästraße 51 Karte                                 | |                                                                                       | 30.01.1986               | 196             |
| BW                                                                                   | Thomäschule                                                                          | Thomähofe Thomästraße 39–41 Karte                              | |                                                                                       | 16.05.1986               | 280             |
| BW                                                                                   | Wohn- und Geschäftshaus                                                              | Thomähofe Thomästraße 56 Karte                                 | |                                                                                       | 30.01.1986               | 197             |
| BW                                                                                   | Wohn- und Geschäftshaus                                                              | Thomähofe Thomästraße 58 Karte                                 | | 1714                                                                                  | 30.01.1986               | 198             |
| BW                                                                                   | Wohnhaus                                                                             | Thomähofe Thomästraße 60 Karte                                 | |                                                                                       | 30.01.1986               | 199             |
| BW                                                                                   | Wohnhaus                                                                             | Thomähofe Thomästraße 64 Karte                                 | |                                                                                       | 16.05.1986               | 281             |
| Wohnhaus                                                                             | Wohnhaus                                                                             | Thomähofe Thomästraße 65 Karte                                 | |                                                                                       | 30.01.1986               | 200             |
| Wohnhaus                                                                             | Wohnhaus                                                                             | Thomähofe Thomästraße 67 Karte                                 | |                                                                                       | 30.01.1986               | 201             |
| Wohnhaus                                                                             | Wohnhaus                                                                             | Thomähofe Thomästraße 69 Karte                                 | |                                                                                       | 30.01.1986               | 202             |
| Wohnhaus                                                                             | Wohnhaus                                                                             | Thomähofe Thomästraße 71 Karte                                 | |                                                                                       | 30.01.1986               | 203             |
| weitere Bilder                                                                       | Ev.-ref. Kirche Alt St. Thomae                                                       | Thomähofe Thomästraße 72 Karte                                 | |                                                                                       | 04.08.1986               | 368             |
| Wohn- und Geschäftshaus                                                              | Wohn- und Geschäftshaus                                                              | Thomähofe Thomästraße 77 Karte                                 | |                                                                                       | 16.05.1986               | 282             |
| Wohn- und Geschäftshaus                                                              | Wohn- und Geschäftshaus                                                              | Westhofe Ueliksgasse 1 Karte                                   | Massivbau | 1880                                                                                  | 05.11.1986               | 432             |
| Wohn- und Geschäftshaus                                                              | Wohn- und Geschäftshaus                                                              | Westhofe Ueliksgasse 3 Karte                                   | Massivbau | 1880                                                                                  | 05.11.1986               | 433             |
| Wohnhaus                                                                             | Wohnhaus                                                                             | Jakobihofe Ulrich-Jakobi-Wallstraße 1 Karte                    | |                                                                                       | 09.04.1987               | 513             |
|                                                                                      |                                                                                      | Jakobihofe Ulrich-Jakobi-Wallstraße 5 Karte                    | | um 1880                                                                               | 04.01.2016               | 689             |
| Wohnhaus                                                                             | Wohnhaus                                                                             | Jakobihofe Ulrich-Jakobi-Wallstraße 10 Karte                   | Fachwerkgebäude |                                                                                       | 05.11.1986               | 434             |
| BW                                                                                   | Wohnhaus                                                                             | Paulihofe Ulricherstraße 4 Karte                               | |                                                                                       | 16.05.1986               | 283             |
| Wohnhaus-Villa                                                                       | Wohnhaus-Villa                                                                       | Paulihofe Ulricherstraße 13 Karte                              | |                                                                                       | 16.05.1986               | 284             |
| Wohnhaus-Gaststätte                                                                  | Wohnhaus-Gaststätte                                                                  | Paulihofe Ulricherstraße 15 Karte                              | |                                                                                       | 16.05.1986               | 285             |
| Wohnhaus                                                                             | Wohnhaus                                                                             | Paulihofe Ulricherstraße 21 Karte                              | Mit Schiefer verkleidetes Haus. In Soest auch bekannt als „Dudenhaus“, da Konrad Duden hier wohnte | ~1800                                                                                 | 16.05.1986               | 286             |
| Wohnhaus                                                                             | Wohnhaus                                                                             | Paulihofe Ulricherstraße 22 Karte                              | |                                                                                       | 16.05.1986               | 287             |
| Wohnhaus-Gasthof                                                                     | Wohnhaus-Gasthof                                                                     | Paulihofe Ulricherstraße 23 Karte                              | Ehemalige Brauerei Becker |                                                                                       | 16.05.1986               | 288             |
| Wohnhaus – Gaststätte Zwiebel                                                        | Wohnhaus – Gaststätte Zwiebel                                                        | Paulihofe Ulricherstraße 24 Karte                              | Fachwerkgebäude |                                                                                       | 16.05.1986               | 289             |
| Wohn- und Geschäftshaus                                                              | Wohn- und Geschäftshaus                                                              | Paulihofe Ulricherstraße 39 Karte                              | |                                                                                       | 24.09.1987               | 564             |
| Wohnhaus                                                                             | Wohnhaus                                                                             | Paulihofe Ulricherstraße 41 Karte                              | | 1905                                                                                  | 24.09.1987               | 565             |
| Wohn- und Geschäftshaus                                                              | Wohn- und Geschäftshaus                                                              | Paulihofe Ulricherstraße 42 Karte                              | Geburtshaus von August Disselhoff. Schrieb das Volkslied "Nun ade, du mein lieb Heimatland". |                                                                                       | 16.05.1986               | 290             |
| Wohn- und Geschäftshaus                                                              | Wohn- und Geschäftshaus                                                              | Paulihofe Ulricherstraße 43 Karte                              | |                                                                                       | 16.05.1986               | 291             |
| Wohnhaus                                                                             | Wohnhaus                                                                             | Paulihofe Ulricherstraße 44 Karte                              | |                                                                                       | 16.05.1986               | 292             |
| Wohnhaus                                                                             | Wohnhaus                                                                             | Paulihofe Ulricherstraße 45 Karte                              | |                                                                                       | 30.01.1986               | 204             |
| Wohnhaus und Gaststätte                                                              | Wohnhaus und Gaststätte                                                              | Paulihofe Ulricherstraße 47 Karte                              | |                                                                                       | 30.01.1986               | 205             |
| Wohnhaus                                                                             | Wohnhaus                                                                             | Paulihofe Ulricherstraße 48 Karte                              | |                                                                                       | 16.05.1986               | 293             |
| Wohnhaus                                                                             | Wohnhaus                                                                             | Paulihofe Ulricherstraße 54 Karte                              | |                                                                                       | 30.01.1986               | 206             |
| Wohn- und Geschäftshaus                                                              | Wohn- und Geschäftshaus                                                              | Paulihofe Ulricherstraße 62 Karte                              | |                                                                                       | 30.01.1986               | 207             |
| Wohnhaus                                                                             | Wohnhaus                                                                             | Paulihofe Ulricherstraße 64 Karte                              | |                                                                                       | 30.01.1986               | 208             |
| Wohnhaus                                                                             | Wohnhaus                                                                             | Osthofe Walburger-Osthofen-Wallstraße 1 Karte                  | verschiefertes Fachwerkgebäude | Anfang 19. Jahrhundert, Mitte 19. Jh. laut Denkmalliste                               | 09.04.1987               | 514             |
| BW                                                                                   | Geschäftshaus                                                                        | Nordhofe Walburgerstraße 3 Karte                               | |                                                                                       | 30.01.1986               | 209             |
| Geschäftshaus (Gasthof)                                                              | Geschäftshaus (Gasthof)                                                              | Nordhofe Walburgerstraße 10 Karte                              | Fachwerkgebäude |                                                                                       | 30.01.1986               | 210             |
| BW                                                                                   | Wohnhaus                                                                             | Nordhofe Walburgerstraße 14 Karte                              | |                                                                                       | 30.01.1986               | 211             |
| BW                                                                                   | Wohn- und Geschäftshaus                                                              | Nordhofe Walburgerstraße 17 Karte                              | |                                                                                       | 30.01.1986               | 212             |
| BW                                                                                   | Wohn- und Geschäftshaus                                                              | Nordhofe Walburgerstraße 19 Karte                              | |                                                                                       | 30.01.1986               | 213             |
| BW                                                                                   | Wohn- und Geschäftshaus                                                              | Nordhofe Walburgerstraße 20 Karte                              | |                                                                                       | 30.01.1986               | 214             |
| BW                                                                                   | Wohnhaus                                                                             | Nordhofe Walburgerstraße 21 Karte                              | |                                                                                       | 18.07.1985               | 67              |
| BW                                                                                   | Wohn- und Geschäftshaus                                                              | Nordhofe Walburgerstraße 22 Karte                              | |                                                                                       | 18.07.1985               | 32              |
| Wohnhaus                                                                             | Wohnhaus                                                                             | Nordhofe Walburgerstraße 25 Karte                              | |                                                                                       | 30.01.1986               | 215             |
| Wohn- und Geschäftshaus                                                              | Wohn- und Geschäftshaus                                                              | Nordhofe Walburgerstraße 27 Karte                              | |                                                                                       | 30.01.1986               | 216             |
| BW                                                                                   | Wohnhaus                                                                             | Nordhofe Walburgerstraße 28 Karte                              | |                                                                                       | 30.01.1986               | 217             |
| BW                                                                                   | Wohnhaus                                                                             | Nordhofe Walburgerstraße 30 Karte                              | |                                                                                       | 30.01.1986               | 218             |
| Wohn- und Geschäftshaus                                                              | Wohn- und Geschäftshaus                                                              | Nordhofe Walburgerstraße 35 Karte                              | |                                                                                       | 25.09.1985               | 123             |
| Wohn- und Geschäftshaus – Gasthof „Christ“                                           | Wohn- und Geschäftshaus – Gasthof „Christ“                                           | Nordhofe Walburgerstraße 36 Karte                              | Großes, dreigeschossiges Fachwerk-Giebelhaus an der Einmündung der Ritterstraße in die Walburgerstraße; giebelständig zur Walburgerstraße, traufenständig zur Ritterstraße. Hausgerüst bestehend aus dielenhohem Unterbau und Speicherstock. Der Giebel in einer Fassung der 1. Hälfte des 19. Jahrhunderts, in den beiden unteren Geschossen verputzt und der Speicherstock zusammen mit dem Giebeldreieck verschiefert. Die Giebelspitze mit Krüppelwalm. Zur Ritterstraße liegt das Fachwerk frei. Hier – wie vermutlich ehemals auch am Straßengiebel – als Schauseite konzipiert und der Speicherstock über Balkenüberständen leicht vorkragend. Das Wandgefüge des Speicherstocks mit Schwelle-Rähm-Streben und verdeckten Kopfbändern. Die Ständer im Wechsel mit Viertelkreis-Fußbändern und Fächerrosetten zierverstrebt. Die Schwelle mit Aldegreverornamenten und der Datierung 1584 beschnitzt. Das Fachwerk der beiden unteren Geschosse jünger und erst im 17./18. Jahrhundert entstanden. Der Grundriss damals ebenfalls verändert. Nach Südwesten ist dem Haus an der Walburgerstraße ein Parkplatz vorgelagert, an dessen Rand man die bruchsteinernen Wandreste eines spätmittelalterlichen Nachbarhauses sieht. Es handelt sich vermutlich um die Reste eines Hinterhauses. Das dazugehörige, auf die Ritterstraße ausgerichtete Vorderhaus wurde 1768 abgebrochen und die wüste Hausstelle vom Gastwirt Friederich seinem Hof und Garten zugeschlagen. | errichtet 1584                                                                        | 30.01.1986               | 219             |
| Wohnhaus                                                                             | Wohnhaus                                                                             | Nordhofe Walburgerstraße 37 Karte                              | |                                                                                       | 25.09.1985               | 124             |
| Wohnhaus                                                                             | Wohnhaus                                                                             | Nordhofe Walburgerstraße 42 Karte                              | |                                                                                       | 30.01.1986               | 220             |
| Wohnhaus                                                                             | Wohnhaus                                                                             | Nordhofe Walburgerstraße 44 Karte                              | |                                                                                       | 30.01.1986               | 221             |
| Wohn- und Geschäftshaus                                                              | Wohn- und Geschäftshaus                                                              | Nordhofe Walburgerstraße 47 Karte                              | |                                                                                       | 25.09.1985               | 125             |
| Wohnhaus                                                                             | Wohnhaus                                                                             | Nordhofe Walburgerstraße 49 Karte                              | |                                                                                       | 25.09.1985               | 126             |
| Wohnhaus                                                                             | Wohnhaus                                                                             | Nordhofe Walburgerstraße 49a Karte                             | |                                                                                       | 25.09.1985               | 127             |
| Wohnhaus                                                                             | Wohnhaus                                                                             | Nordhofe Walburgerstraße 50 Karte                              | |                                                                                       | 24.09.1987               | 566             |
| Wohnhaus – Haus Plange                                                               | Wohnhaus – Haus Plange                                                               | Nordhofe Walburgerstraße 54 Karte                              | |                                                                                       | 25.09.1985               | 128             |
| Scheune                                                                              | Scheune                                                                              | Nordhofe Walburgerstraße 56 Karte                              | Grünsandsteinmuseum |                                                                                       | 24.09.1987               | 567             |
| Wohnhaus                                                                             | Wohnhaus                                                                             | Nordhofe Walburgerstraße 60 Karte                              | |                                                                                       | 16.05.1986               | 294             |
| Wohnhaus                                                                             | Wohnhaus                                                                             | Nordhofe Walburgerstraße 62 Karte                              | |                                                                                       | 16.05.1986               | 295             |
| Gemeindehaus Ev. Wiesengemeinde                                                      | Gemeindehaus Ev. Wiesengemeinde                                                      | Nordhofe Widumgasse 1 Karte                                    | | 1914                                                                                  | 18.07.1985               | 54              |
| BW                                                                                   | Wohnhaus                                                                             | Nordhofe Wiesenstraße 2 Karte                                  | Fachwerkgebäude |                                                                                       | 25.09.1985               | 130             |
| weitere Bilder                                                                       | Wohnhaus mit Laden – früheres Gasthaus zum König von Preußen                         | Nordhofe Wiesenstraße 6 Karte                                  | Von 1704 bis etwa zum Siebenjährigen Krieg war das Wohnhaus zugleich ein Gasthaus unter dem Namen „Zum König von Preussen“. Großes Fachwerk-Giebelhaus von 1585 in exponierter Lage, mit trapezoidem, unregelmäßigen Grundriss auf einem von drei Seiten von Straßen umschlossenen Grundstück, mit der Straße Am Seel im Westen, der Wiesenstraße nach Norden und der Straße Damm nach Osten. Entsprechend wies das Haus drei Schauseiten auf. Nach schweren Kriegszerstörungen im Jahr 1944 wurde das Fachwerk zur Dammseite in vereinfachender Weise wiederhergestellt. Der nicht mehr wiederaufgebaute rückwärtige Teil 1968 durch einen massiven Erweiterungsbau ersetzt. Der Aufbau des Hauses besteht aus einem dielenhohen Unterbau und einem relativ hohen Fachwerk-Oberstock. Aufgrund der Höhe des Oberstocks handelte es sich vermutlich nicht mehr nur um einen Speicherstock, sondern vielleicht teilweise schon um ein Wohnobergeschoss. Der Oberstock sowie das Giebeldreieck mit zwei weiteren Dachgeschossen kragen über Stichbalken vor. Das Haus besaß ursprünglich einen Steilgiebel; der Krüppelwalm wurde erst um 1800 angelegt. Die Stichbalken der Giebeldreiecksvorkragung zusätzlich von Taubandknaggen unterstützt. In den ersten Gefachen hinter dem Giebel kragen die Geschosse an den Hausseiten ebenfalls vor, um den unregelmäßigen Grundriss des Erdgeschosses in den nahezu rechteckigen Grundriss des Dachgeschosses zu überführen. Das Wandgefüge des Oberstocks mit Schwelle-Rähm-Streben und verdeckten Kopfbändern ausgesteift. Die Ständerfüße im Wechsel mit Fußbändern und Fußbügen verstrebt. Auf den Fußbändern Fächerrosetten eingeschnitzt. Diese Zierverstrebung auch an der Seite zur Straße Am Seel erhalten. Die Schwellen des Oberstocks und des Giebeldreiecks mit floralen Zierschnitzereien nach Aldegrever-Vorlagen, jeweils über den Stichbalkenköpfen unterbrochen von quadratischen Feldern mit Porträtdarstellungen. Dort auch Hausmarken und Datierungsinschrift 1585. Das Fachwerk des dielenhohen Erdgeschosses schon vor den Kriegszerstörungen deutlich schwächer ausgebildet, ohne direkten Bezug zu der Abzimmerung des Oberstocks und mit langen Fußstreben ausgesteift. Hier wurde die Außenwand also schon einmal zu einem früheren Zeitpunkt ausgewechselt. Es ist denkbar, dass auch das Haus Wiesenstraße 6 ursprünglich ein steinernes Erdgeschoss besaß und der Oberstock über Knaggen zur Straße vorkragte. | errichtet 1585                                                                        | 25.09.1985               | 131             |
| Wohnhaus                                                                             | Wohnhaus                                                                             | Nordhofe Wiesenstraße 11 Karte                                 | Fachwerkgebäude |                                                                                       | 25.09.1985               | 132             |
| Geschäftshaus – ehemaliges Reichsbankgebäude                                         | Geschäftshaus – ehemaliges Reichsbankgebäude                                         | Nordhofe Wiesenstraße 13 Karte                                 | |                                                                                       | 25.09.1985               | 133             |
| Wohnhaus                                                                             | Wohnhaus                                                                             | Nordhofe Wiesenstraße 19 Karte                                 | Fachwerkgebäude |                                                                                       | 25.09.1985               | 134             |
| BW                                                                                   | Wohnhaus                                                                             | Nordhofe Wiesenstraße 22 Karte                                 | Villa |                                                                                       | 25.09.1985               | 135             |
| Wohnhaus                                                                             | Wohnhaus                                                                             | Nordhofe Wiesenstraße 23 Karte                                 | Fachwerkgebäude |                                                                                       | 25.09.1985               | 136             |
| weitere Bilder                                                                       | St. Maria zur Wiese                                                                  | Nordhofe Wiesenstraße 28 Karte                                 | | ab 1313                                                                               | 16.06.1986               | 357             |
| Wohnhaus                                                                             | Wohnhaus                                                                             | Nordhofe Wiesenstraße 30 Karte                                 | Fachwerkgebäude |                                                                                       | 25.09.1985               | 137             |
| Wohn- und Geschäftshaus                                                              | Wohn- und Geschäftshaus                                                              | Westhofe Wildemannsgasse 1 Karte                               | ehemalige Scheune | Ende 17. Jahrhundert                                                                  | 05.11.1986               | 435             |
|                                                                                      |                                                                                      | Westhofe Wildemannsgasse 5 Karte                               | | 1902                                                                                  | 18.08.2017               | 696             |

Die Angaben zu Bauzeit und Eintragung in dieser Liste entstammen, wenn nicht anders angegeben, der für diesen Eintrag angeforderten Version der Denkmalliste vom November 2019.